# Dr.スランプ アラレちゃん
『Dr.スランプ アラレちゃん』（ドクタースランプ アラレちゃん、Dr.SLUMPアラレちゃん）は、鳥山明の漫画『Dr.スランプ』を原作とした1981年4月8日から1986年2月19日までフジテレビ系列で水曜日19:00 - 19:30に放送されたテレビアニメ、一連のメディアミックス作品。

## 概要
『週刊少年ジャンプ』原作のアニメ化作品は、1973年に日本テレビ系列で放送された『侍ジャイアンツ』以来7年半ぶりとなる。東映動画（現・東映アニメーション）よりテレビアニメ化された『Dr.スランプ』は高視聴率を記録して、「んちゃ!」「バイちゃ!」などの流行語を生み出してブームとなった。
キャラクター商品は空前の売上げを記録し、放送したフジテレビの1980年代の躍進も1981年4月の編成で登場した本作の高視聴率から始まったとされる。原作についても単行本の大幅な部数増やキャラクター商品による版権収入など相乗効果を生み出し、集英社そのものの業績にまで影響を及ぼすほどの規模であった。
原作掲載誌『少年ジャンプ』編集長の西村繁男はそれまでテレビ化に消極的な方針を取っていたが、本作以後はアニメ化に積極的になり、後続の諸作品についても次々とアニメ化されてゆくこととなる。本作で東映動画と集英社の蜜月関係が始まり、「集英社・東映動画・フジテレビ」の組み合わせの放映枠は、本作以後も『ドラゴンボール』『ONE PIECE』と四半世紀を超えて続き、現在でもスポンサーを含む関連各社にとって大きな収益源として機能している。本作以降、1999年の『ドクタースランプ』終了まで、鳥山明原作作品が約18年間フジテレビ系列の水曜夜19時 - 19時30分を占めることとなった。
『週刊少年ジャンプ』1984年39号で原作が連載終了し、原作漫画のネタを使い切った1985年3月以降は、完全なアニメオリジナルストーリーを放送して、テーマソングを変更するなどリニューアルを図ったが、視聴率が20％もいかなくなり、かつてのような勢いを取り戻すことはできなかった。
1986年2月に、同じく鳥山原作の『ドラゴンボール』と交代するかたちで放送を終了した。当時の『週刊少年ジャンプ』には、青田買いを警戒して連載1年未満の漫画はアニメ化させないという方針を打ち出したため、フジテレビは連載が終了してキャラクター商品を売り尽くした後も『Dr.スランプ』の放送を継続し、『ドラゴンボール』がアニメ化できるまで待ち続けたという。

### 企画から放送まで
東映動画での『Dr.スランプ』の企画はテレビ朝日で放送の『一休さん』が長期にわたる放送で視聴率が低迷したことに始まる。視聴率低迷を問題視したスポンサーが『一休さん』に代わる後番組を局に要望し、テレビ朝日は東映動画に企画の提出を求めた。いくつかの企画書が作成されたが、その中の一つが東映動画企画部に1980年に配属されたばかりの高橋尚子が推薦し、企画書を書くことにもなった『Dr.スランプ』であった。テレビ朝日側も気に入りスポンサーの理解も得たことから、アニメ化権の交渉に乗り出すが、原作サイドからの了承を得られずに断念した。『一休さん』の放送は継続されることになって1982年まで続き、後番組は『Theかぼちゃワイン』になった。なお、高橋は本作の第2エンディングテーマの「アラレちゃん音頭」をペンネームで作詞している。
東映動画社長の今田智憲は、『Dr.スランプ』を企画した高橋尚子の東映動画入社にあたって後押しており、高橋作成の『Dr.スランプ』の企画書を見て興味を抱いて原作を読み、アニメ化を指示する。東映動画はフジテレビと旭通信社（現・ADKホールディングス）に企画を持ち込んだ。
しかし、テレビ朝日のときと同じく障害となったのが集英社サイドであった。前述のように『少年ジャンプ』編集長の西村繁男はテレビ化に強い不信感を抱いて警戒していた。というのも『少年ブック』時代、『スカイヤーズ5』の際に、川崎のぼるの資質に合わない内容とテレビ局の意向に振り回されたことが苦い経験になっていたからであった。それに加えて、アニメを見ればストーリーが分かるので読者が雑誌離れを起こしかねないこと、アニメが終了したときにはそれに引きずられて原作の人気も萎みかねないこと、担当編集者がアニメになりやすいジャンルや方法論をマンガ家に強要する本末転倒が起きることも懸念していた。
当時フジテレビ編成局長の職にあった日枝久が3度も『少年ジャンプ』編集部を訪ねてオファーを続け、テレビ局の局長級幹部が繰り返し訪れるという事態に、ついには集英社側の経営陣もことの成り行きを傍観していられなくなり、最終的には「もはや、雑誌編集部とテレビ局のアニメ部門の問題ではなく、集英社とフジテレビの全体の問題である」として、事実上の経営判断という形で熱意に応えフジテレビでのアニメ化を許諾した。
アニメ化が決まってからも、編集長の西村は主導権を握るべくマンガ家の著作権と雑誌の編集権の徹底を求め、『Dr.スランプ』担当編集者の鳥嶋和彦はその意を受けて、契約・台本・キャラクターのチェックをし必要があれば修正を要求して、『少年ジャンプ』主導のアニメ化システムを作り上げていった。
本作は、企画の七條敬三が『フクちゃん』に倣い、本作の人気キャラクターであるアラレの名前をタイトルに加えようと提案。中には「Dr.スランプ」を外して「アラレちゃん」というタイトルにする案もあったが、原作タイトルにアラレちゃんを付けた『Dr.スランプ アラレちゃん』に決定した。

### 視聴率
ビデオリサーチの関東地区での調査で、平均視聴率22.7%。1981年12月16日に放送された第34話「地獄の使者チビルくん」で、最高視聴率となる36.9%を記録した。ビデオリサーチがオンライン調査を開始した1977年9月26日以後に放送されたテレビアニメとしては『ちびまる子ちゃん』『サザエさん』に次ぐ歴代高視聴率第3位。関西地区（関西テレビ）での最高視聴率は35.7%（1982年1月27日放送回）。原作者・鳥山の地元である東海三県の東海テレビ放送では関東・関西以上に視聴率が高く視聴率40%越えを記録している。
この爆発的人気は、同時間帯に放送された民間放送局の番組を次々と終了に追い込んだ。それまで水曜19時台前半枠で民放トップに君臨していた『霊感ヤマカン第六感』（朝日放送制作・テレビ朝日系）は、当アニメに視聴率を奪われ1984年10月には終了に追い込まれ、同じく裏番組であった『『鉄腕アトム』』（日本テレビ系）も視聴率が4%から5%と低迷し、1981年12月に終了。TBS系では、本作と同日に放送開始した『刑事犬カール2』が低視聴率で同年9月23日に終了し、その後も1984年10月に18時台のニュース番組『JNNニュースコープ』が19:20まで拡大される改編が行われるまでの間、1年から2年以内の短期間で終了する番組が続いた。
本作で使われている「アラレ語」は1981年に流行語となり、『朝日新聞』朝刊掲載のコラム「天声人語」（1981年11月30日付）でも取り上げられた。日本アニメ大賞第3回（1985年）で貢献賞を取った。また、2014年12月19日放送の『探偵!ナイトスクープ』で、「外国人の描く「うんこ」は」という質問で、本作を放映している国は、とぐろをまいたうんちを書くという結果が出り、本作の影響と言っている。
本作は世界各国でも放送され人気を博した。2017年におけるアルゼンチン・ラプラタで人気の盆踊りも、アラレちゃん音頭が3位で、ラプラタ盆踊りのホームページでも独自の振り付けで踊る振り付けをYouTubeの動画で「Ararechan Ondo // PASOS De Bon Odori La Plata」というタイトルで公開している。北朝鮮でも1997年より日本側に許可を得ず放送されており、1997年当時の毎日新聞社会面では「北朝鮮でも『んちゃ』」という見出しで報じられた。
放送当時、日本テレビ系列で放送されていた『ズームイン!!朝!』の1コーナー「朝のポエム」で、アラレと山吹みどりによる学園内でのショートストーリーがアニメと同じ声優で披露された。これは『ズームイン!!朝!』のスポンサーとして集英社も関わっていたことにより実現したものである。放送中は他のフジテレビ系特別番組にも出演。放送を開始して半年後の1981年10月20日放送『オールスター紅白大運動会』では、アラレの着ぐるみ人形が白組の応援として登場（紅組は『新竹取物語 1000年女王』の雨森始）、翌1982年10月27日放送の同番組でも、引き続きアラレ人形が白組応援として登場。この他、1982年3月29日に放送された「オールスター春秋の祭典スペシャル」『春の祭典』では本作の声優陣が出演した。『オレたちひょうきん族』のコーナーではビートたけしが本作のパロディ『Dr.スランプ ヤラレちゃん』を行っており、本作の声優陣もオープニングナレーションを2回担当した。2006年12月30日放送の『脳内エステ IQサプリ第100回超特大生放送』内のコーナー「IQミラー」で本作を基にしたクイズ問題アニメが放送された。2018年1月から3月にかけて放送されたテレビドラマ『オー・マイ・ジャンプ! 〜少年ジャンプが地球を救う〜』の1話と2話では、佐藤仁美がアラレのコスプレで出演した。

### キャラクター商品
本作は女子中高生にも人気を博し、文房具関連の商品も絶好調で、ブームのピーク時の文具店では売上の50%以上を占めることも珍しくなかった。東映動画によると、1981年時点では本作の商品は70社から700品目以上が出ており、実際のオファーはもっと多いといい、1982年半ば過ぎにはキャラクター商品は90社から950品目以上になった。『ドラえもん』が300品目を出して大ヒット商品になっていたが本作はこれを一時期上回り、当時『ドラえもん』は売り上げが落ち込んだという。放送終了時までには85社から770種のキャラクター商品が発売されたとの資料もある。
やがて、ブームは1982年11月のあたりで終息傾向となっていったが、それを知らない親たちが子供たちを喜ばせようと、クリスマスプレゼント向けに本作の文具を買い込んだため、12月の年末商戦期に入っても売れ続けた。そのため小売店は「この調子なら1月になってもいける」と判断し、正月のお年玉商戦に向けて継続して文具を大量に入荷した。しかし、1983年1月に入って対象年齢層が自分で選んで買うようになると見向きもされなくなった。その結果、キャラクター文具の市場が急激に縮退し、小売店には大量の不良在庫が発生する事態となった。この状況を文具業界では「アラレちゃんショック」と呼ぶ。この一件以降、文具業界はテレビキャラクターの関連商品に警戒心を持ち、小売店側でも文具のみならず各種キャラクター商品の入荷量・在庫量などについて一層の注意を払うようになった。
商品化使用料は小売価格の3%から4%で、そのうち3割から5割の間を窓口業務を担当する東映動画が取得し、さらに原作の著作権を管理する集英社が手数料を徴収した残りが原作の鳥山明の取り分となる。

## 主な声の出演
フジテレビ、東映アニメーションなどの作品情報で記載しているキャストのみ記載。
- 則巻アラレ - 小山茉美
- 則巻千兵衛[注釈 9] - 内海賢二
- ガッちゃん - 中野聖子
- 山吹みどり→則巻みどり[注釈 10] - 向井真理子
- 木緑あかね - 杉山佳寿子
- 空豆タロウ - 古川登志夫
- 空豆ピースケ - 神保なおみ、中野聖子（133話・137話・163話、代役）
- オボッチャマン[注釈 11] - 堀江美都子
- ドクター・マシリト - 野沢那智

## スタッフ
- 企画 - 七條敬三（東映動画）、土屋登喜蔵（フジテレビ）[注釈 12]
- 原作 - 鳥山明（集英社 「週刊少年ジャンプ」連載[注釈 13]）
- 音楽 - 菊池俊輔
- チーフ作画監督 - 前田実
- チーフデザイナー（美術監督）[注釈 14] - 浦田又治
- チーフディレクター - 岡崎稔
- フジテレビプロデューサー[注釈 15] - 土屋登喜蔵（1話 - 243話）、清水賢治（198話 - 243話）
- 製作担当 - 岸本松司
- キャスティング協力 - 青二プロダクション
- 編集 - 花井正明→鳥羽亮一→吉川泰弘、千蔵豊
- 録音 - 二宮健治、田中英行
- 音響効果 - 新井秀徳（フィズサウンド）
- 選曲 - 宮下滋
- オーディオディレクター - 小松亘弘
- 現像 - 東映化学
- 制作 - フジテレビ、東映

## 主題歌・挿入歌
シングル『ワイワイワールド』はオリコン/TVマンガ・童謡部門1981年度・1982年度年間1位であった。シングル『アラレちゃん音頭』も、1982年度TVマンガ・童謡部門年間5位（オリコン）と10位以内であった。『わいわい行進曲』は1985年度TVマンガ・童謡部門年間38位。
アニメのオープニングには、歌詞の字幕が表示されている。すべての曲のレコード会社は、日本コロムビア。主題歌は挿入歌・BGMとしても使われている。
オープニングテーマ
「ワイワイワールド」（1話 - 197話、240話 - 243話）
作詞 - 河岸亜砂 / 作曲 - 菊池俊輔 / 編曲 - たかしまあきひこ / 歌 - 水森亜土、こおろぎ'73
歌詞にある「ぶたさんホーホケキョ」の部分は、初期バージョン（1話から50話）では水森が「ぶたさん?」と問いかけて、ぶたさん（佐藤正治）の色々なセリフが挿入される形式であるが、51話以降は水森が「ぶたさん?ホーホケキョ」を言う形式に変更（歌詞テロップは一貫して「????」）。放送開始から1年目の過ぎた51話から映像が変更されており、前より多くのキャラクターが登場する。ブタのセリフは1話 - 6話、14話 - 16話、18話 - 50話、240話 - 243話が「あっえっとえっと〜」で、7話が「コケッコッコー」、8話・11話・劇場版第1作が「みんなげんきー?」、9話・12話・13話が「ムエーホー」、10話・17話が「ホケキョー」。第128話から効果音が追加されており、240話からは映像は初期（1話 - 50話）のものに変更。
「わいわい行進曲」（198話 - 239話）
作詞 - 河岸亜砂 / 作曲 - 菊池俊輔 / 編曲 - たかしまあきひこ / 歌 - 小山茉美、コロムビアゆりかご会
映像は本篇に合わせ、ガッちゃんが2人になり、ターボ、オボッチャマンも登場している。
エンディングテーマ
「アレアレアラレちゃん」（1話 - 15話、25話 - 61話、76話 - 112話、174話 - 197話、240話 - 243話）
作詞 - 冬杜花代子 / 作曲 - サタンタ / 編曲 - たかしまあきひこ / 歌 - 水森亜土、こおろぎ'73
原作漫画の扉絵や、コミックスの表紙イラストをセル画に描き起こしたものも使用した。オープニングと同じく、51話からは映像が変更され、前より多くのキャラクターが登場している。174話から映像にターボ、オボッチャマン（キャラメルマン4号）も登場している。
「アラレちゃん音頭」（16話 - 24話、62話 - 75話、113話 - 127話、167話 - 172話、213話 - 222話）
作詞 - 満都南 / 作曲 - 菊池俊輔 / 編曲 - たかしまあきひこ / 歌 - 小山茉美、コロムビアゆりかご会
夏限定のエンディングテーマ。映像は千兵衛が太鼓をたたき、アラレ・あかね・タロウ・ピースケ・みどり・ぞう・ねずみ・ガッちゃんと順に踊るというもので盆踊りをイメージしたものとなっている。16話 - 24話はノンクレジットであったが、62話以降は振り付けが表記されるようになる。213話から映像は背景は初期のものに戻り、ターボ、摘突詰、摘鶴燐、オボッチャマン（キャラメルマン4号）も登場し、一緒に踊っている。
「いちばん星み〜つけた」（128話 - 166話、173話）
作詞 - 河岸亜砂 / 作曲 - 菊池俊輔 / 編曲 - たかしまあきひこ / 歌 - 水森亜土
最初の映像は、アラレ・オボッチャマン・ガッちゃんだけが登場する映像であったが、151話から、ターボ、みどり、千兵衛も登場する。
「あなたに真実一路」（198話 - 212話、223話 - 239話）
作詞 - 河岸亜砂 / 作曲 - 菊池俊輔 / 編曲 - たかしまあきひこ / 歌 - 堀江美都子

挿入歌
「パパパーマのうた」（第8話、第20話 他）
作詞 - 金春智子 / 作曲 - 菊池俊輔 / 編曲 - いちひさし / 歌 - 皿田きのこ（杉山佳寿子）
原作でも使われたが、きのこの初登場の回のみで、アニメでは複数にわたって使われている。
「アラレちゃん音頭」（24話）
作詞 - 河岸亜砂 / 作曲 - 菊池俊輔 / 編曲 - たかしまあきひこ / 歌 - アラレ（小山茉美）
「空豆ロックンロール」（第28話）
作詞 - 伊藤アキラ / 作曲 - 水谷公生 / 編曲 - 川上了 / 歌 - こおろぎ'73
「アラレちゃん登場!!」（第31話）
作詞 - 伊藤アキラ / 作曲 - 水谷公生 / 編曲 - 川上了 / 歌 - 水森亜土
「アラレちゃんのララバイ」（第32話、第148話）
作詞 - 冬社花代子 / 作曲 - 伊藤薫 / 編曲 - 高田弘 / 歌 - 水森亜土
「赤鼻のトナカイ」（第35話）
作詞 - 新田宣夫 / 作曲 - Johnny Marks / 編曲 - 小森昭宏 / 歌 - アラレ（小山茉美）、千兵衛（内海賢二）
「ジングルベル」（第35話）
作詞 - 高田三九三 / 作曲 - James Pierpont / 編曲 - 小森昭宏 / 歌 - アラレ（小山茉美）、千兵衛（内海賢二）
「よいこよいこアラレちゃん」（第36話）
作詞 - 河岸亜砂 / 作曲 - 菊池俊輔 / 編曲 - たかしまあきひこ / 歌 - 小山茉美
「夢みるシンデレラ」（第37話）
作詞 - 冬社花代子 / 作曲 - 菊池俊輔 / 編曲 - いちひさし / 歌 - 山吹みどり（向井真理子）、ザ・チャープス
「んちゃんちゃソング」（第37話）
作詞 - 鳥山明 / 作曲 - 菊池俊輔 / 編曲 - たかしまあきひこ / 歌 - 小山茉美、こおろぎ'73
「アラレのマーチ」（第38話、第243話）
作詞 - 河岸亜砂 / 作曲 - 菊池俊輔 / 編曲 - たかしまあきひこ / 歌 - 小山茉美、コロムビアゆりかご会
「ワイワイワード」（第50話、第163話 他）
作詞 - 河岸亜砂 / 作曲 - 菊池俊輔 / 編曲 - たかしまあきひこ / 歌 - 水森亜土
「ガッちゃんのうた」（第54話、第134話）
作詞 - 冬社花代子 / 作曲 - 伊藤薫 / 編曲 - 高田弘 / 歌 - 水森亜土
「あこがれのスッパマン」（第121話）
作詞 - 冬社花代子 / 作曲 - 菊池俊輔 / 編曲 - いちひさし / 歌 - 小山茉美、こおろぎ'73
「HAPPY ISLAND」（第137話）
作詞 - さがらよしあき / 作曲 - 大倉正丈 / 編曲 - 山田功 / 歌 - ベター・ハーフ
「カジカジROCK'N ROLL」（第148話）
作詞 - 冬杜花代子 / 作曲 - 大倉正丈 / 編曲 - いちひさし / 歌 - ベター・ハーフ
「オボッチャマンでこざいます」（第157話）
作詞 - くのたかし / 作曲 - 菊池俊輔 / 編曲 - たかしまあきひこ / 歌 - 堀江美都子
「いちばん星み〜つけた」（第195話）
作詞 - 河岸亜砂 / 作曲 - 菊池俊輔 / 編曲 - たかしまあきひこ / 歌 -  水森亜土
使用されていない曲のシングル
- アラレちゃんDISCO（1981年発売）

収録曲：A面「DANCING DOLL」、B面「Funky Dr.」
オリコン1982年度TVマンガ・童謡部門年間46位
- アラレちゃんのひなまつり（1982年発売）

収録曲：A面「うれしいひなまつり」、B面「ひなまつり」（歌：小山茉美）
オリコン1982年度TVマンガ・童謡部門年間69位

## 各話リスト
通常は30分放送であるが、「ペンギン村英雄伝説」と総集編「んちゃ!! つおーいアラレとお友達」は1時間。
タイトルコールでは、サブタイトルの後に「の巻」とつけてアナウンスされる。
| 回数   | 話数 | 放送日        | サブタイトル                       | 脚本                | （絵コンテ） 演出              | 作画監督   | 美術              |
| ------ | ---- | ------------- | ---------------------------------- | ------------------- | ------------------------------ | ---------- | ----------------- |
| 1      | 1    | 1981年 4月8日 | アラレちゃん誕生                   | 辻真先              | 岡崎稔                         | 西山里枝   | 浦田又治          |
| 1      | 2    | 1981年 4月8日 | オーッス！お友だち                 | 辻真先              | 岡崎稔                         | 西山里枝   | 明石貞一          |
| 2      | 3    | 4月15日       | アラレちゃん学校へ                 | 辻真先              | 芦田豊雄                       | 芦田豊雄   | 山口俊和          |
| 2      | 4    | 4月15日       | アレッ！…がない                    | 辻真先              | 芦田豊雄                       | 芦田豊雄   | 山口俊和          |
| 3      | 5    | 4月22日       | タイムスリッパーで大冒険           | 雪室俊一            | 永丘昭典                       | 平野俊弘   | 明石貞一          |
| 3      | 6    | 4月22日       | なんのタマゴ?!                     | 雪室俊一            | 永丘昭典                       | 平野俊弘   | 明石貞一          |
| 4      | 7    | 5月6日        | あや?!男の子？女の子？             | 雪室俊一            | 大関雅幸                       | 富永貞義   | 山口俊和          |
| 4      | 8    | 5月6日        | お使いガッちゃん                   | 雪室俊一            | 大関雅幸                       | 進藤満尾   | 山口俊和          |
| 5      | 9    | 5月13日       | クマさん友だち!!                   | 金春智子            | （遠藤克己） 池田裕之          | 芦田豊雄   | 明石貞一          |
| 5      | 10   | 5月13日       | 新発明！デカチビ光線銃             | 金春智子            | （遠藤克己） 加藤雄治          | 芦田豊雄   | 明石貞一          |
| 6      | 11   | 5月20日       | 先生がくるよ！                     | 安斉あゆ子          | 芦田豊雄                       | 芦田豊雄   | 山口俊和          |
| 6      | 12   | 5月20日       | アラレ誘かいされる！               | 安斉あゆ子          | 芦田豊雄                       | 芦田豊雄   | 山口俊和          |
| 7      | 13   | 5月27日       | とつげきアラレちゃんI              | 雪室俊一            | 永丘昭典                       | 西山里枝   | 明石貞一          |
| 7      | 14   | 5月27日       | とつげきアラレちゃんII             | 雪室俊一            | 永丘昭典                       | 平野俊弘   | 明石貞一          |
| 8      | 15   | 6月3日        | ドンベ物語                         | 金春智子            | 永丘昭典                       | 富永貞義   | 山口俊和          |
| 9      | 16   | 6月10日       | イチゴパンツ大作戦                 | 安斉あゆ子          | （遠藤克己） 芦田豊雄          | 芦田豊雄   | 明石貞一          |
| 10     | 17   | 6月17日       | あァ地球SOS!!                      | 辻真先              | （山吉康夫） 加藤雄治          | 平野俊弘   | 浦田又治 陶山尚治 |
| 11     | 18   | 6月24日       | テケテケチルドレン                 | 金春智子            | 大関雅幸                       | 富永貞義   | 浦田又治          |
| 11     | 19   | 6月24日       | こわいこわい婦警さん               | 金春智子            | 大関雅幸                       | 進藤満尾   | 陶山尚治          |
| 12     | 20   | 7月1日        | 変身ポンポコガン                   | 雪室俊一            | 森田浩光                       | 森田浩光   | 山口俊和          |
| 12     | 21   | 7月1日        | アラレ空をとぶ！                   | 雪室俊一            | 森田浩光                       | 森田浩光   | 山口俊和          |
| 13     | 22   | 7月8日        | 恐怖のよいこっコ                   | 金春智子            | 大関雅幸                       | 進藤満尾   | 明石貞一          |
| 14     | 23   | 7月15日       | 英雄スッパマン                     | 雪室俊一            | （遠藤克己） 加藤雄治          | 新座満     | 浦田又治 陶山尚治 |
| 15     | 24   | 7月22日       | おつかいアラレちゃん               | 雪室俊一            | 永丘昭典                       | 青嶋克己   | 山口俊和          |
| 15     | 25   | 7月22日       | わいわいワイルドランド             | 雪室俊一            | 永丘昭典                       | 富永貞義   | 山口俊和          |
| SP - 1 | 26   | 7月25日       | あやや!?ペンギン村でテレビジャック | 雪室俊一            | 大関雅幸                       | 前田みのる | 山口俊和          |
| 16     | 27   | 7月29日       | あすに向って！                     | 辻真先              | 大関雅幸                       | 平野俊弘   | 明石貞一          |
| 16     | 28   | 7月29日       | アラレはあかね!?                   | 辻真先              | 大関雅幸                       | 平野俊弘   | 明石貞一          |
| 17     | 29   | 8月5日        | 恐怖のモンスターズナイト           | 安斉あゆ子          | 岡崎稔                         | 西山里枝   | 山口俊和          |
| 18     | 30   | 8月12日       | おとぎマシーン                     | 辻真先              | 加藤雄治                       | 青嶋克己   | 浦田又治          |
| 18     | 31   | 8月12日       | 殺しのびびるマン                   | 辻真先              | 加藤雄治                       | 青嶋克己   | 陶山尚治          |
| 19     | 32   | 8月19日       | アラレ大昔へ海水浴に               | 金春智子            | 永丘昭典                       | 富永貞義   | 明石貞一          |
| 20     | 33   | 8月26日       | きのこちゃん家出                   | 雪室俊一            | （森田浩光） 加藤雄治          | 進藤満尾   | 窪田忠雄          |
| 21     | 34   | 9月9日        | 宇宙でデート大冒険                 | 雪室俊一            | 永丘昭典                       | 西山里枝   | 陶山尚治          |
| 22     | 35   | 9月16日       | おどろきセンちゃん                 | 雪室俊一            | 大関雅幸                       | 平野俊弘   | 明石貞一          |
| 23     | 36   | 9月23日       | アラレのほよよデート               | 金春智子            | （野寺三郎） 加藤雄治          | 芦田豊雄   | 山口俊和          |
| 23     | 37   | 9月23日       | バイバイめっちゃんこパワー         | 金春智子            | （野寺三郎） 加藤雄治          | 富永貞義   | 山口俊和          |
| 24     | 38   | 9月30日       | アラレちゃん大変身!!               | 井上敏樹            | （遠藤克己） 芦田豊雄 加藤雄治 | 芦田豊雄   | 窪田忠雄          |
| SP - 2 | 39   | 10月7日       | ペンギン村SOS!!                    | 安斉あゆ子          | 岡崎稔                         | 進藤満尾   | 陶山尚治          |
| SP - 3 | 40   | 10月7日       | ハートで勝負！                     | 雪室俊一            | 大関雅幸                       | 平野俊弘   | 椋尾篁            |
| SP - 3 | 41   | 10月7日       | なんでもOKオーチャくん             | 雪室俊一            | 大関雅幸                       | 札木幾夫   | 椋尾篁            |
| 25     | 42   | 10月14日      | 都会からの転校生                   | 金春智子            | （遠藤克己） 芦田豊雄 加藤雄治 | 芦田豊雄   | 明石貞一          |
| 26     | 43   | 10月21日      | アラレ目大作戦!!                   | 雪室俊一            | 永丘昭典                       | 前田みのる | 椋尾篁            |
| 27     | 44   | 10月28日      | ワーイ！新しいお友だち             | 金春智子            | 永丘昭典                       | 西山里枝   | 明石貞一          |
| 28     | 45   | 11月4日       | さようならガッちゃん!!             | 金春智子            | 岡崎稔                         | 富永貞義   | 椋尾篁            |
| 29     | 46   | 11月11日      | かわゆい！ラブリーおっさんトリオ   | 井上敏樹            | （遠藤克己） 芦田豊雄 加藤雄治 | 芦田豊雄   | 椋尾篁            |
| 30     | 47   | 11月18日      | ドキドキわくわく！はつこいピースケ | 雪室俊一            | 永丘昭典                       | 小松原一男 | 陶山尚治          |
| 31     | 48   | 11月25日      | アラレタッチャブル                 | 井上敏樹            | （遠藤克己） 加藤雄治          | 野館誠一   | 椋尾篁            |
| 32     | 49   | 12月2日       | アラレのララバイ・ドリーム         | 雪室俊一            | 芦田豊雄 加藤雄治              | 海老沢幸男 | 椋尾篁            |
| 33     | 50   | 12月9日       | 名作!?ネコずきんちゃん             | 金春智子            | 岡崎稔                         | 西山里枝   | 椋尾篁            |
| 34     | 51   | 12月16日      | 地獄の使者チビルくん               | 雪室俊一            | 大関雅幸                       | 富永貞義   | 椋尾篁            |
| 35     | 52   | 12月23日      | さんざんサンタさん                 | 雪室俊一 出手たかし | （遠藤克己） 加藤雄治          | 芦田豊雄   | 椋尾篁            |
| 36     | 53   | 12月30日      | はちゃめちゃでびるぎゃる           | 井上敏樹            | 大関雅幸                       | 進藤満尾   | 陶山尚治          |

放送休止
4月29日、9月2日‐プロ野球中継 ヤクルト－巨人〜神宮球場 (19:00-20:54)
| 回数   | 話数 | 放送日        | サブタイトル                       | 脚本              | （絵コンテ） 演出              | 作画監督            | 美術     |
| ------ | ---- | ------------- | ---------------------------------- | ----------------- | ------------------------------ | ------------------- | -------- |
| SP - 4 | 54   | 1982年 1月2日 | ペンギン村英雄伝説                 | 金春智子          | 永丘昭典                       | 札木幾夫            | 田中資幸 |
| 37     | 55   | 1月6日        | アラレのミュージカル・シンデレラ   | 辻真先 出手たかし | 芦田豊雄 加藤雄治              | 芦田豊雄 海老沢幸男 | 椋尾篁   |
| 38     | 56   | 1月13日       | なぞの怪獣博士?!                   | 井上敏樹          | （遠藤克己） 加藤雄治          | 進藤満尾            | 陶山尚治 |
| 39     | 57   | 1月20日       | 対決！ムサシVSアラレちゃん         | 金春智子          | 岡崎稔                         | 西山里枝            | 椋尾篁   |
| 40     | 58   | 1月27日       | 英雄スッパマン・パートII           | 雪室俊一          | 芦田豊雄 加藤雄治              | 芦田豊雄            | 椋尾篁   |
| 41     | 59   | 2月3日        | ホンモノマシーン                   | 安斉あゆ子        | 永丘昭典                       | 富永貞義            | 椋尾篁   |
| 41     | 60   | 2月3日        | 夜明けの暴走族                     | 安斉あゆ子        | 永丘昭典                       | 富永貞義            | 椋尾篁   |
| 42     | 61   | 2月10日       | ジャングルの王者パーザン)          | 島田満            | （遠藤克己） 加藤雄治          | 野館誠一            | 椋尾篁   |
| 43     | 62   | 2月17日       | あや?!ドドドでペンギン村           | 雪室俊一          | 永丘昭典                       | 進藤満尾            | 陶山尚治 |
| 44     | 63   | 2月24日       | アラレちゃん都会島へ行く           | 雪室俊一          | 加藤雄治                       | 芦田豊雄            | 椋尾篁   |
| 45     | 64   | 3月3日        | 悪魔の変身ごっコ                   | 金春智子          | 岡崎稔                         | 富永貞義            | 陶山尚治 |
| 46     | 65   | 3月10日       | ペンギン村より愛をこめて           | 井上敏樹          | （前田康成） 芦田豊雄 芝田浩樹 | 海老沢幸男          | 山口俊和 |
| 47     | 66   | 3月17日       | ホヨヨ原人・恐竜時代               | 島田満            | 岡崎稔                         | 西山里枝            | 影山仁   |
| 48     | 67   | 3月24日       | チビルくんのアルバイト             | 雪室俊一          | （遠藤克己） 加藤雄治          | 野館誠一            | 影山仁   |
| 49     | 68   | 3月31日       | アタシおまかせアキコさん           | 金春智子          | 永丘昭典                       | 柳瀬譲二            | 山口俊和 |
| 50     | 69   | 4月7日        | ワーイ！デートだコピーくん         | 井上敏樹          | 芦田豊雄 荒川弘枝              | 芦田豊雄 海老沢幸男 | 影山仁   |
| 51     | 70   | 4月14日       | あんがと！謝恩カンケリ大会         | 金春智子          | 岡崎稔                         | 進藤満尾            | 山口俊和 |
| 52     | 71   | 4月21日       | アラレの怪盗ほよよ団               | 島田満            | 加藤雄治                       | 平野俊弘            | 影山仁   |
| 53     | 72   | 4月28日       | アン子ノン子のディスカバー・いなか | 金春智子          | （遠藤克己） 加藤雄治          | 富永貞義            | 陶山尚治 |
| 54     | 73   | 5月5日        | こども祭ぷすぷす・はふはふ         | 島田満            | 芦田豊雄 荒川弘枝              | 芦田豊雄            | 影山仁   |
| 55     | 74   | 5月12日       | すうぱー・どらいばー               | 雪室俊一          | （前田康成） 芝田浩樹          | 進藤満尾            | 影山仁   |
| 56     | 75   | 5月19日       | わたしってむちゃんこつおい?!       | 井上敏樹          | 岡崎稔                         | 西山里枝            | 池田祐二 |
| 57     | 76   | 5月26日       | 夢のみにちゅあわが家               | 雪室俊一          | （遠藤克己） 加藤雄治          | 野館誠一            | 影山仁   |
| 58     | 77   | 6月2日        | アラレの怪盗ほよよ団・パートII     | 井上敏樹          | 加藤雄治                       | 進藤満尾            | 影山仁   |
| 59     | 78   | 6月9日        | ドキドキわくわくタイム・ストップ   | 曽田博久          | （吉田浩） 芦田豊雄 芝田浩樹   | 海老沢幸男          | 池田祐二 |
| 60     | 79   | 6月16日       | スッパマン危機一髪                 | 雪室俊一          | （遠藤克己） 加藤雄治          | 富永貞義            | 影山仁   |
| 61     | 80   | 6月23日       | 探検！マンモスみどりちゃん         | 島田満            | 芦田豊雄 荒川弘枝              | 芦田豊雄            | 影山仁   |
| 62     | 81   | 6月30日       | こわーい！モンスター・プリンス     | 金春智子          | 岡崎稔                         | 西山里枝            | 明石貞一 |
| 63     | 82   | 7月7日        | アラレの新たなばたものがたり       | 島田満            | （遠藤克己） 加藤雄治          | 海老沢幸男          | 影山仁   |
| 64     | 83   | 7月14日       | ばぶばぶセンベエ                   | 井上敏樹          | 岡崎稔                         | 富永貞義            | 影山仁   |
| 65     | 84   | 7月21日       | キラキラ夜空の鼓笛隊               | 雪室俊一          | （前田康成） 芝田浩樹          | 野館誠一            | 明石貞一 |
| 66     | 85   | 7月28日       | オレたちゃ天使じゃない             | 井上敏樹          | 加藤雄治                       | 進藤満尾            | 影山仁   |
| 67     | 86   | 8月4日        | 愛のメルヘン!!三輪車物語           | 雪室俊一          | （遠藤克己） 加藤雄治          | 富永貞義            | 影山仁   |
| 68     | 87   | 8月11日       | 2013年、コンボット大作戦           | 島田満            | 岡崎稔                         | 西山里枝            | 明石貞一 |
| 69     | 88   | 8月18日       | 宇宙からの侵略者                   | 金春智子          | （遠藤克己） 加藤雄治          | 海老沢幸男          | 影山仁   |
| 70     | 89   | 8月25日       | アラレのあらびあんないと           | 金春智子          | 芦田豊雄 荒川弘枝              | 野館誠一            | 影山仁   |
| 71     | 90   | 9月1日        | Dr.マシリトの野望                  | 井上敏樹          | （前田康成） 加藤雄治          | 進藤満尾            | 浦田又治 |
| 72     | 91   | 9月8日        | Dr.マシリトの野望パートII          | 井上敏樹          | （森田浩光） 加藤雄治          | 富永貞義            | 池田祐二 |
| 73     | 92   | 9月15日       | ペンギン村ウォーズ                 | 雪室俊一          | 岡崎稔                         | 前田実              | 影山仁   |
| 74     | 93   | 9月22日       | ペンギン村ウォーズパートII         | 雪室俊一          | 加藤雄治                       | 富永貞義            | 影山仁   |
| 75     | 94   | 9月29日       | アラレちゃんのなくしもの           | 井上敏樹          | （遠藤克己） 芝田浩樹          | 柳瀬譲二            | 影山仁   |
| 76     | 95   | 10月6日       | ペンギン村八ッ墓ものがたり         | 島田満 芦田豊雄   | 芦田豊雄 荒川弘枝              | 芦田豊雄            | 浦田又治 |
| 77     | 96   | 10月13日      | 正義のスッパマンVS愛のセンベエ     | 雪室俊一          | 永丘昭典                       | 進藤満尾            | 影山仁   |
| 78     | 97   | 10月20日      | るんるんデートふしぎの国           | 島田満            | 加藤雄治                       | 野館誠一            | 影山仁   |
| 79     | 98   | 10月27日      | はりきりアラレちゃん               | 井上敏樹          | （海老沢幸男） 荒川弘枝        | 海老沢幸男          | 山本善之 |
| 80     | 99   | 11月3日       | ペンギン村グランプリ               | 雪室俊一          | 岡崎稔                         | 前田実              | 影山仁   |
| 81     | 100  | 11月10日      | ペンギン村グランプリ パートII      | 雪室俊一          | （遠藤克己） 荒川弘枝          | 富永貞義            | 影山仁   |
| 82     | 101  | 11月17日      | ペンギン村グランプリ パートIII     | 雪室俊一          | 芝田浩樹                       | 進藤満尾            | 浦田又治 |
| 83     | 102  | 11月24日      | ペンギン村ミステリー               | 井上敏樹          | 芦田豊雄 加藤雄治              | 芦田豊雄            | 影山仁   |
| 84     | 103  | 12月1日       | でっかいアタマがやってきた         | 島田満            | 加藤雄治                       | 富永貞義            | 影山仁   |
| 85     | 104  | 12月8日       | 恐怖のベジタブルおじさん           | 島田満            | （遠藤克己） 荒川弘枝          | 野館誠一            | 浦田又治 |
| 86     | 105  | 12月15日      | アラレ出生のひみつ                 | 井上敏樹          | 岡崎稔                         | 前田実              | 影山仁   |
| 87     | 106  | 12月22日      | アラレのマッチ売りの少女           | 島田満            | （海老沢幸男） 荒川弘枝        | 海老沢幸男          | 影山仁   |
| 88     | 107  | 12月29日      | 赤い鼻緒ものがたり                 | 島田満            | 芦田豊雄 加藤雄治              | 芦田豊雄            | 影山仁   |

| 回数 | 話数 | 放送日        | サブタイトル                       | 脚本     | （絵コンテ） 演出              | 作画監督     | 美術     |
| ---- | ---- | ------------- | ---------------------------------- | -------- | ------------------------------ | ------------ | -------- |
| 89   | 108  | 1983年 1月5日 | 摘さん一家がやってきた             | 井上敏樹 | 芝田浩樹                       | 進藤満尾     | 浦田又治 |
| 90   | 109  | 1月12日       | わくわく！スクール・パニック       | 井上敏樹 | （遠藤克己） 荒川弘枝          | 富永貞義     | 影山仁   |
| 91   | 110  | 1月19日       | みえるみえるレンズマンズ           | 島田満   | 加藤雄治                       | 内山まさゆき | 影山仁   |
| 92   | 112  | 1月26日       | 流れ星・願い星                     | 島田満   | （遠藤克己） 芝田浩樹          | 前田実       | 明石貞一 |
| 93   | 113  | 2月2日        | フクハ内オニハ宇宙                 | 井上敏樹 | （前田康成） 加藤雄治          | 海老沢幸男   | 影山仁   |
| 94   | 114  | 2月9日        | エンジェルは生きていた！           | 小山高男 | 芝田浩樹                       | 進藤満尾     | 影山仁   |
| 95   | 115  | 2月16日       | 空飛ぶニコチャン                   | 照井啓司 | （遠藤克己） 岡崎稔            | 前田実       | 影山仁   |
| 96   | 116  | 2月23日       | オバケDEデート                     | 島田満   | （加藤雄治） 芝田浩樹          | 前田実       | 影山仁   |
| 97   | 117  | 3月2日        | 恋はハートでパンチ                 | 島田満   | （遠藤克己） 荒川弘枝          | 内山まさゆき | 山本善之 |
| 98   | 118  | 3月9日        | さよなら摘さん一家                 | 照井啓司 | 岡崎稔                         | 前田実       | 影山仁   |
| 99   | 119  | 3月16日       | スコップくんのめざめ               | 島田満   | 芦田豊雄 荒川弘枝              | 芦田豊雄     | 明石貞一 |
| 100  | 120  | 3月23日       | ご用だ！宇宙捕物帳                 | 小山高男 | （海老沢幸男） 荒川弘枝        | 海老沢幸男   | 山本善之 |
| 101  | 121  | 3月30日       | マシリト城のひみつ                 | 井上敏樹 | 芝田浩樹                       | 進藤満尾     | 影山仁   |
| 102  | 122  | 4月6日        | ぼうけん、冒険、大冒険!!           | 島田満   | 岡崎稔                         | 前田実       | 影山仁   |
| 103  | 123  | 4月13日       | 本が大すきドロボーさん             | 井上敏樹 | （遠藤克己） 荒川弘枝          | 内山まさゆき | 山本善之 |
| 104  | 124  | 4月20日       | ハレホレアラレの修学旅行           | 小山高男 | （遠藤克己） 岡崎稔            | 前田実       | 影山仁   |
| 105  | 125  | 4月27日       | 三人のスッパマン                   | 照井啓司 | （遠藤克己） 荒川弘枝          | 内山まさゆき | 山本善之 |
| 106  | 126  | 5月4日        | しあわせの黄色いコイのぼり         | 小山高男 | 芝田浩樹                       | 進藤満尾     | 明石貞一 |
| 107  | 127  | 5月11日       | 変身コンコンヘルメット             | 井上敏樹 | （奥田誠治） 芦田豊雄 荒川弘枝 | 芦田豊雄     | 影山仁   |
| 108  | 128  | 5月18日       | やくざ屋さんいらっしゃい           | 照井啓司 | 岡崎稔                         | 前田実       | 浦田又治 |
| 109  | 129  | 5月25日       | つづけ！われらがスッパマンに       | 井上敏樹 | （遠藤克己） 荒川弘枝          | 海老沢幸男   | 明石貞一 |
| 110  | 130  | 6月1日        | チビルと悪魔の大辞典               | 島田満   | 岡崎稔                         | 前田実       | 影山仁   |
| 111  | 131  | 6月8日        | きのこの一日せんせい               | 井上敏樹 | （奥田誠治） 芦田豊雄 荒川弘枝 | 芦田豊雄     | 浦田又治 |
| 112  | 132  | 6月15日       | 怒れる四人のならず者               | 小山高男 | （遠藤克己） 荒川弘枝          | 内山まさゆき | 山本善之 |
| 113  | 133  | 6月22日       | 愛のえんそくSOS!!                  | 島田満   | 芝田浩樹                       | 進藤満尾     | 明石貞一 |
| 114  | 134  | 6月29日       | アラレの絵日記                     | 小島啓   | （遠藤克己） 荒川弘枝          | 前田実       | 浦田又治 |
| 115  | 135  | 7月6日        | ペンギンむら大魔神                 | 照井啓司 | （奥田誠治） 芦田豊雄 荒川弘枝 | 海老沢幸男   | 秦秀信   |
| 116  | 136  | 7月13日       | すうぱーベイスボール               | 島田満   | 岡崎稔                         | 前田実       | 明石貞一 |
| 117  | 137  | 7月20日       | さよならニコチャン大王             | 小山高男 | （遠藤克己） 荒川弘枝          | 内山まさゆき | 秦秀信   |
| 118  | 138  | 7月27日       | 宇宙の対決！アラレVSコマッタチャン | 照井啓司 | （遠藤克己） 荒川弘枝          | 前田実       | 浦田又治 |
| 119  | 139  | 8月3日        | かけめぐる青春                     | 島田満   | 芝田浩樹                       | 進藤満尾     | 秦秀信   |
| 120  | 140  | 8月10日       | 決定！ペンギン村チャンピオン       | 井上敏樹 | （まえだみのる） 岡崎稔        | マエダミノル | 明石貞一 |
| 121  | 141  | 8月17日       | ミステリー霧に消えた美女           | 小山高男 | （奥田誠治） 荒川弘枝          | 松本朋之     | 秦秀信   |
| 122  | 142  | 8月24日       | すきすきコンタクト                 | 照井啓司 | （遠藤克己） 荒川弘枝          | 内山まさゆき | 浦田又治 |
| 123  | 143  | 8月31日       | やた！プロポーズ大作戦             | 島田満   | （遠藤克己） 竹之内和久        | 海老沢幸男   | 秦秀信   |
| 124  | 144  | 9月7日        | けっこん！結婚!!ハカセとセンセー   | 井上敏樹 | 岡崎稔                         | 前田実       | 土田勇   |
| 125  | 145  | 9月14日       | 空とぶ愛のハネムーン               | 島田満   | 芝田浩樹                       | 内山まさゆき | 秦秀信   |
| 126  | 146  | 9月21日       | わくわく新婚ライフ                 | 島田満   | （遠藤克己） 荒川弘枝          | 進藤満尾     | 土田勇   |
| 127  | 147  | 9月28日       | アラレ危うし！最強のライバル出現   | 島田満   | 岡崎稔                         | 前田実       | 秦秀信   |
| 128  | 148  | 10月5日       | 正義と愛の板ばさみ                 | 井上敏樹 | （遠藤克己） 西尾大介          | 前田実       | 土田勇   |
| 129  | 149  | 10月12日      | やってきた！殺し屋センベエ         | 福岡恵子 | 向中野義雄 荒川弘枝            | 松本朋之     | 浦田又治 |
| 130  | 150  | 10月19日      | ぼく、オボッチャマン               | 小山高男 | （海老沢幸男） 竹之内和久      | 海老沢幸男   | 秦秀信   |
| 131  | 151  | 10月26日      | 急げ！愛のテレパシー               | 小山高男 | 芝田浩樹                       | 内山まさゆき | 土田勇   |
| 132  | 152  | 11月2日       | どきどきトゥナイト                 | 照井啓司 | （遠藤克己） 西尾大介          | 進藤満尾     | 秦秀信   |
| 133  | 153  | 11月9日       | 入学テストでございます             | 島田満   | 岡崎稔                         | 前田実       | 浦田又治 |
| 134  | 154  | 11月23日      | ガッちゃんガッちゃん               | 照井啓司 | （遠藤克己） 西尾大介          | 前田実       | 秦秀信   |
| 135  | 155  | 11月30日      | イェーイ！ボリバリボリバリ         | 照井啓司 | 芝田浩樹（同）                 | 内山まさゆき | 辻忠直   |
| 136  | 156  | 12月7日       | スッパマンの弟参上！               | 小山高男 | 向中野義雄（同） 荒川弘枝      | 松本朋之     | 浦田又治 |
| 137  | 157  | 12月14日      | タイホしてちょ！                   | 島田満   | （遠藤克己） 竹之内和久        | 海老沢幸男   | 秦秀信   |
| 138  | 158  | 12月21日      | いたいデークリスマス               | 由木義文 | 岡崎稔                         | 前田実       | 明石貞一 |
| 139  | 159  | 12月28日      | すっぱまん太郎―おとぎの国へ！      | 井上敏樹 | （遠藤克己） 西尾大介          | 進藤満尾     | 浦田又治 |

放送休止
11月16日‐'83アジアバレーボール選手権・女子順位決定リーグ〜福岡市民体育館 (19:02-20:54)
| 回数 | 話数 | 放送日         | サブタイトル                     | 脚本       | （絵コンテ） 演出                | 作画監督     | 美術                  |
| ---- | ---- | -------------- | -------------------------------- | ---------- | -------------------------------- | ------------ | --------------------- |
| 140  | 160  | 1984年 1月11日 | がんばれアラレ！地球最大の危機!! | 照井啓司   | 向中野義雄 竹之内和久            | 松本朋之     | 浦田又治              |
| 141  | 161  | 1月18日        | マシリト野望達成?!               | 小山高男   | 勝間田具治                       | 前田実       | 内川文広              |
| 142  | 162  | 1月25日        | 合体しちった！                   | 井上敏樹   | 芝田浩樹                         | 内山まさゆき | 明石貞一              |
| 143  | 163  | 2月1日         | センベエさん死んじゃった?!       | 島田満     | （遠藤克己） 芦田豊雄 竹之内和久 | 海老沢幸男   | 浦田又治              |
| 144  | 164  | 2月8日         | プププ！空をゆく!!               | 照井啓司   | 岡崎稔                           | 前田実       | 秦秀信                |
| 145  | 165  | 2月15日        | ドンベのジャマ恋ものがたり       | 井上敏樹   | （遠藤克己） 西尾大介            | 進藤満尾     | 浦田又治              |
| 146  | 166  | 2月22日        | 燃えよ！スッパマン               | 照井啓司   | （海老沢幸男） 竹之内和久        | 海老沢幸男   | 明石貞一              |
| 147  | 167  | 2月29日        | キミとボクの旅だち               | 照井啓司   | （勝間田具治） 西尾大介          | 前田実       | 秦秀信                |
| 148  | 168  | 3月7日         | ガッちゃんえらい!!               | 島田満     | 芝田浩樹                         | 内山まさゆき | 秦秀信                |
| 149  | 169  | 3月14日        | お答えしますスペシャル           | 島田満     | 芝田浩樹                         | 内山まさゆき | 浦田又治              |
| 150  | 170  | 3月21日        | シェイプアップみどりさん         | 照井啓司   | 向中野義雄 竹之内和久            | 松本朋之     | 明石貞一              |
| 151  | 171  | 3月28日        | ターボくん誕生!!                 | 由木義文   | 岡崎稔                           | 前田実       | 陶山尚治              |
| 152  | 172  | 4月4日         | お父さんは宇宙人?!               | 小山高男   | 西尾大介                         | 進藤満尾     | 浦田又治              |
| 153  | 173  | 4月11日        | 恐怖のオニゴッコ                 | 島田満     | 芝田浩樹                         | 内山まさゆき | 明石貞一              |
| 154  | 174  | 4月18日        | 直進！ターボくん                 | 照井啓司   | （遠藤克己） 竹之内和久          | 海老沢幸男   | 浦田又治              |
| 155  | 175  | 4月25日        | 対決！日米やきゅう大会           | 照井啓司   | 竹之内和久                       | 前田実       | 明石貞一              |
| 156  | 176  | 5月2日         | 日米やきゅう大会 パートII        | 島田満     | （向中野義雄） 西尾大介          | 松本朋之     | 浦田又治              |
| 157  | 177  | 5月9日         | これは夢です!!                   | 由木義文   | 岡崎稔                           | 前田実       | 秦秀信                |
| 158  | 178  | 5月16日        | あこがれのレストラン             | 小山高男   | 芝田浩樹                         | 内山まさゆき | 浦田又治              |
| 159  | 179  | 5月23日        | 真夜中にごめんください           | 照井啓司   | 西尾大介                         | 進藤満尾     | 秦秀信                |
| 160  | 180  | 5月30日        | 恐怖のハエ人間                   | 島田満     | （海老沢幸男） 竹之内和久        | 海老沢幸男   | 浦田又治              |
| 161  | 181  | 6月6日         | んちゃ！エンマ大王さま           | 由木義文   | （向中野義雄） 西尾大介          | 松本朋之     | 秦秀信                |
| 162  | 182  | 6月13日        | うそんこクリスマス               | 照井啓司   | 岡崎稔                           | 前田実       | 浦田又治              |
| 163  | 183  | 6月20日        | 世界一つおいのだーれ!!           | 井上敏樹   | 芝田浩樹                         | 内山まさゆき | 秦秀信                |
| 164  | 184  | 6月27日        | やたーっ！やたーっ！世界一!!     | 島田満     | 竹之内和久                       | 前田実       | 浦田又治              |
| 165  | 185  | 7月11日        | とら八おじさんの文鳥             | 照井啓司   | 竹之内和久                       | 海老沢幸男   | 浦田又治              |
| 166  | 186  | 7月18日        | ガッちゃんの正体!!               | 由木義文   | 西尾大介                         | 進藤満尾     | 秦秀信                |
| 167  | 187  | 7月25日        | 神さま大いに怒る!!               | 小山高男   | 岡崎稔                           | 前田実       | 秦秀信                |
| 168  | 188  | 8月1日         | がんばれタヌキくん！             | 島田満     | 芝田浩樹                         | 内山まさゆき | 浦田又治              |
| 169  | 189  | 8月15日        | おひさしぶりの大発明!!           | 照井啓司   | （向中野義雄） 西尾大介          | 松本朋之     | 秦秀信                |
| 170  | 190  | 8月22日        | おはるさんの妖怪大戦争！         | 島田満     | 竹之内和久                       | 前田実       | 浦田又治              |
| 171  | 191  | 8月29日        | 復讐のドドンパ！                 | 井上敏樹   | 西尾大介                         | 進藤満尾     | 秦秀信                |
| 172  | 192  | 9月5日         | キャハハでゆうれい島             | 由木義文   | 芝田浩樹                         | 内山まさゆき | 明石貞一              |
| 173  | 193  | 9月12日        | スッパマンレポーター大作戦       | 杉森美也子 | 岡崎稔                           | 前田実       | 秦秀信                |
| 174  | 194  | 9月19日        | なぞの飛行物体                   | 照井啓司   | （海老沢幸男） 竹之内和久        | 海老沢幸男   | 浦田又治              |
| 175  | 195  | 9月26日        | 駆けずりまわる青春               | 杉森美也子 | 西尾大介                         | 竹内留吉     | 秦秀信                |
| 176  | 196  | 10月10日       | 駆けずりまわる青春完結篇         | 島田満     | 竹之内和久                       | 進藤満尾     | 秦秀信                |
| 177  | 197  | 10月17日       | ごぶさたニコチャン               | 照井啓司   | 芝田浩樹                         | 内山まさゆき | 明石貞一              |
| 178  | 198  | 10月24日       | ピースケ・愛の大冒険             | 杉森美也子 | 岡崎稔                           | 前田実       | 浦田又治              |
| 179  | 199  | 10月31日       | ウッカリ高校三年生               | 照井啓司   | 西尾大介                         | 前田実       | 秦秀信                |
| 180  | 200  | 11月7日        | アラレの自動車めんけしょー       | 杉森美也子 | 竹之内和久                       | 海老沢幸男   | 浦田又治 小笠原ゑつこ |
| 181  | 201  | 11月14日       | 疾走！オートバイこぞう           | 井上敏樹   | 西尾大介                         | 竹内留吉     | 浦田又治 小笠原ゑつこ |
| 182  | 202  | 11月21日       | アスファルトに賭ける恋！         | 由木義文   | 芝田浩樹                         | 内山まさゆき | 明石貞一              |
| 183  | 203  | 11月28日       | アイアムNO.1ポリスマン           | 小山高男   | 竹之内和久                       | 進藤満尾     | 秦秀信                |
| 184  | 204  | 12月5日        | アラレVSチャーミー山田           | 照井啓司   | 岡崎稔                           | 前田実       | 浦田又治              |
| 185  | 205  | 12月12日       | さようなら!!アラレさん           | 島田満     | 西尾大介                         | 前田実       | 秦秀信                |
| 186  | 206  | 12月19日       | スターさんがやってきた!!         | 島田満     | 竹之内和久                       | 海老沢幸男   | 浦田又治 小笠原ゑつこ |

放送休止
1月4日：正月スペシャル「ザ・ガマン!ヨーロッパ激闘編・2」(19:00-20:54)
7月4日：プロ野球中継 ヤクルト－巨人〜神宮球場 (19:00-20:54)
8月8日：ロサンゼルス・オリンピック バレーボール女子 (19:00-20:54)
10月3日：プロ野球中継 大洋－広島〜横浜スタジアム (19:00-21:48)[9]
12月26日：スターどっきり(秘)報告'84総集編「発表！年間ベスト5・名作公開」(19:00-20:54)
| 回数 | 話数 | 放送日        | サブタイトル                     | 脚本                | （絵コンテ） 演出         | 作画監督     | 美術     |
| ---- | ---- | ------------- | -------------------------------- | ------------------- | ------------------------- | ------------ | -------- |
| 187  | 207  | 1985年 1月9日 | みたか！超人スッパマン           | 照井啓司            | 芝田浩樹                  | 内山まさゆき | 秦秀信   |
| 188  | 208  | 1月16日       | どてカボチャの伝説               | 井上敏樹            | 西尾大介                  | 竹内留吉     | 明石貞一 |
| 189  | 209  | 1月23日       | オー！マイきんこちゃん           | 杉森美也子          | 岡崎稔                    | 前田実       | 秦秀信   |
| 190  | 210  | 1月30日       | やった！クイズで100万えん        | 照井啓司            | 西尾大介                  | 前田実       | 秦秀信   |
| 191  | 211  | 2月6日        | ペンギン村連続殺人事件           | 杉森美也子 由木義文 | 竹之内和久                | 内山まさゆき | 明石貞一 |
| 192  | 212  | 2月13日       | 夢のペンギン村グランプリ         | 杉森美也子          | 竹之内和久                | 進藤満尾     | 秦秀信   |
| 193  | 213  | 2月20日       | 走れ！とばせ！つっぱしれ!!       | 照井啓司            | （海老沢幸男） 佐藤豊     | 海老沢幸男   | 秦秀信   |
| 194  | 214  | 2月27日       | 決定！ペンギン村の新村長         | 井上敏樹            | 岡崎稔                    | 前田実       | 浦田又治 |
| 195  | 215  | 3月6日        | 愛は未来でたしかめて             | 島田満              | 竹之内和久                | 進藤満尾     | 秦秀信   |
| 196  | 216  | 3月13日       | もういちど10年後                 | 照井啓司            | 西尾大介                  | 竹内留吉     | 浦田又治 |
| 197  | 217  | 3月20日       | アラレのすぅぱーピアニスト       | 島田満              | 芝田浩樹                  | 前田実       | 明石貞一 |
| 198  | 218  | 3月27日       | ひみつ情報きょく                 | 照井啓司            | 竹之内和久                | 内山まさゆき | 浦田又治 |
| 199  | 219  | 4月3日        | ひみつ情報きょく完結篇           | 照井啓司            | 西尾大介                  | 進藤満尾     | 秦秀信   |
| 200  | 220  | 4月10日       | ひさしぶり！帰ってきたアキコさん | 杉森美也子          | 岡崎稔                    | 前田実       | 明石貞一 |
| 201  | 221  | 4月17日       | アラレの日本昔ばなし             | 小山高男            | （海老沢幸男） 佐藤豊     | 海老沢幸男   | 浦田又治 |
| 202  | 222  | 4月24日       | みんなみんなお友だち             | 杉森美也子          | 芝田浩樹                  | 竹内留吉     | 秦秀信   |
| 203  | 223  | 5月1日        | はつこい秘密司令                 | 照井啓司            | 竹之内和久                | 内山まさゆき | 明石貞一 |
| 204  | 224  | 5月8日        | はちゃめちゃラブパニック         | 井上敏樹            | 西尾大介                  | 前田実       | 浦田又治 |
| 205  | 225  | 5月15日       | しあわせのネコミミさん           | 島田満              | 芝田浩樹                  | 進藤満尾     | 秦秀信   |
| 206  | 226  | 5月22日       | 激突！アレーすい星               | 平野靖士            | 岡崎稔                    | 前田実       | 明石貞一 |
| 207  | 227  | 5月29日       | 恐怖のおじょうひんゴッコ         | 丸尾みほ            | 西尾大介                  | 海老沢幸男   | 浦田又治 |
| 208  | 228  | 6月5日        | コマッタチャンの逆襲             | 照井啓司            | 竹之内和久                | 内山まさゆき | 秦秀信   |
| 209  | 229  | 6月12日       | アラレさん！結婚して下さい       | 平野靖士            | 芝田浩樹                  | 竹内留吉     | 明石貞一 |
| 210  | 230  | 6月19日       | センベエ・センベエ               | 杉森美也子          | 竹之内和久                | 進藤満尾     | 浦田又治 |
| 211  | 231  | 6月26日       | 戦え!!キンエンマン               | 照井啓司            | 西尾大介                  | 前田実       | 秦秀信   |
| 212  | 232  | 7月3日        | なかなおりキューピッドロボ       | 丸尾みほ            | 岡崎稔                    | 前田実       | 明石貞一 |
| 213  | 233  | 7月10日       | ドクター脳ほよよ大作戦           | 鈴木肇              | 竹之内和久                | 内山まさゆき | 秦秀信   |
| 214  | 234  | 7月17日       | ありがとう！スッパマン           | 小山高男            | 西尾大介                  | 進藤満尾     | 明石貞一 |
| 215  | 235  | 7月24日       | サイレント・ラブ                 | 芝田浩樹（同）      | 芝田浩樹（同）            | 竹内留吉     | 秦秀信   |
| 216  | 236  | 7月31日       | 町長さんが来るよ！               | 丸尾みほ            | 西尾大介                  | 前田実       | 浦田又治 |
| 217  | 237  | 8月7日        | スッパマンの子守歌               | 井上敏樹            | 竹之内和久                | 海老沢幸男   | 秦秀信   |
| 218  | 238  | 8月14日       | きせきの焼き魚定食               | 照井啓司            | 岡崎稔                    | 前田実       | 浦田又治 |
| 219  | 239  | 8月21日       | 異次元へのご招待                 | 鈴木肇              | 竹之内和久                | 内山まさゆき | 秦秀信   |
| 220  | 240  | 8月28日       | カミナリさまが落ちる日           | 平野靖士            | 西尾大介                  | 進藤満尾     | 浦田又治 |
| 221  | 241  | 9月4日        | スパルタ・ウォーズ               | 島田満              | 芝田浩樹（同）            | 竹内留吉     | 秦義人   |
| 222  | 242  | 9月11日       | がんばれっ！プロレスラーさん     | 照井啓司            | 西尾大介（同）            | 前田実       | 浦田又治 |
| 223  | 243  | 9月18日       | 太陽さん家出しちった!?           | 丸尾みほ            | 岡崎稔                    | 前田実       | 秦秀信   |
| 224  | 244  | 9月25日       | ときめきティールーム             | 照井啓司            | （海老沢幸男） 竹之内和久 | 海老沢幸男   | 浦田又治 |
| 225  | 245  | 10月2日       | ネコさんいらんかねぇ!!           | 井上敏樹            | 竹之内和久(同)            | 内山まさゆき | 秦秀信   |
| 226  | 246  | 10月9日       | 恐怖のドリーム・マシン           | 小山高男            | 佐藤豊（同）              | 進藤満尾     | 浦田又治 |
| 227  | 247  | 10月16日      | アラレVS都会島のいじめっコ（     | 照井啓司            | 西尾大介（同）            | 竹内留吉     | 秦秀信   |
| 228  | 248  | 10月23日      | オモチャのんちゃちゃ             | 平野靖士            | 岡崎稔                    | 前田実       | 浦田又治 |
| 229  | 249  | 10月30日      | アラレのエアポート'85            | 鈴木肇              | 西尾大介                  | 前田実       | 秦秀信   |
| 230  | 250  | 11月6日       | アラレの替え玉大作戦             | 照井啓司            | 竹之内和久（同）          | 内山まさゆき | 浦田又治 |
| 231  | 251  | 11月20日      | わーい！メルヘンランド!!         | 島田満              | （海老沢幸男） 竹之内和久 | 海老沢幸男   | 秦秀信   |
| 232  | 252  | 11月27日      | ノリマキ氏の静かなる一日         | 杉森美也子          | 佐藤豊                    | 進藤満尾     | 浦田又治 |
| 233  | 253  | 12月4日       | バレタ!!地球のひみつ             | 平野靖士            | 西尾大介                  | 竹内留吉     | 秦秀信   |
| 234  | 254  | 12月11日      | ほよよ!!地球バラバラ             | 平野靖士            | 岡崎稔                    | 前田実       | 浦田又治 |
| 235  | 255  | 12月18日      | 重大はっぴょうしまーす!!         | 丸尾みほ            | 西尾大介                  | 前田実       | 浦田又治 |
| 236  | 256  | 12月25日      | 恐怖のブラック・サンタ!!         | 島田満              | 竹之内和久                | 内山まさゆき | 秦秀信   |

放送休止
1月2日：'85新春スターかくし芸大会・二部 (18:35-20:54)
11月13日：バレーボールワールドカップ女子「日本×韓国」〜札幌・中島体育センター (19:00-20:54)
| 回数 | 話数 | 放送日        | サブタイトル                                      | 脚本     | （絵コンテ） 演出     | 作画監督     | 美術     |
| ---- | ---- | ------------- | ------------------------------------------------- | -------- | --------------------- | ------------ | -------- |
| 237  | 257  | 1986年 1月8日 | オーディションだよ!!全員集合                      | 照井啓司 | （海老沢幸男） 佐藤豊 | 海老沢幸男   | 秦秀信   |
| 238  | 258  | 1月15日       | 激突!!主役タイトルマッチ                          | 井上敏樹 | 竹之内和久（同）      | 進藤満尾     | 浦田又治 |
| 239  | 259  | 1月22日       | 空とぶガール・フレンド                            | 小山高男 | 西尾大介（同）        | 竹内留吉     | 秦秀信   |
| 240  | 260  | 1月29日       | さよならアラレちゃん 消えたペンギン村             | 平野靖士 | 竹之内和久            | 内山まさゆき | 浦田又治 |
| 241  | 261  | 2月5日        | さよならアラレちゃん 見知らぬアラレの恋人         | 照井啓司 | 佐藤豊                | 海老沢幸男   | 秦秀信   |
| 242  | 262  | 2月12日       | さよならアラレちゃん 恐怖！どきどきバーゲンセール | 雪室俊一 | （遠藤克己） 上田芳裕 | 前田実       | 秦秀信   |
| 243  | 263  | 2月19日       | さよならアラレちゃん バイチャ！またねー!!         | 島田満   | 竹之内和久(同)        | 進藤満尾     | 浦田又治 |

放送休止
1月1日‐第23回!'86新春スター・かくし芸大会！第一部 (18:35-20:54)
新作以外のSP
| SP - 1       | 1982年 12月31日       | 金曜18時30分 - 21時48分                     | アラレちゃん誕生〈再放送〉                                        | 辻真先                                                            | 岡崎稔                                                                                             | 西山里枝                                                           | 浦田又治                                                          |                                                                   |                                                                   |                                                                   |
| SP - 1       | 1982年 12月31日       | 金曜18時30分 - 21時48分                     | オーッス！お友だち〈再放送〉                                      | 辻真先                                                            | 岡崎稔                                                                                             | 西山里枝                                                           | 明石貞一                                                          |                                                                   |                                                                   |                                                                   |
| SP - 1       | 1982年 12月31日       | 金曜18時30分 - 21時48分                     | タイムスリッパーで大冒険〈再放送〉                                | 雪室俊一                                                          | 永丘昭典                                                                                           | 平野俊弘                                                           | 明石貞一                                                          |                                                                   |                                                                   |                                                                   |
| SP - 1       | 1982年 12月31日       | 金曜18時30分 - 21時48分                     | なんのタマゴ?!〈再放送〉                                          | 雪室俊一                                                          | 永丘昭典                                                                                           | 平野俊弘                                                           | 明石貞一                                                          |                                                                   |                                                                   |                                                                   |
| SP - 1       | 1982年 12月31日       | 金曜18時30分 - 21時48分                     | アラレのミュージカル・シンデレラ〈再放送〉                        | 辻真先 出手たかし                                                 | 芦田豊雄 加藤雄治                                                                                  | 芦田豊雄 海老沢幸男                                                | 椋尾篁                                                            |                                                                   |                                                                   |                                                                   |
| SP - 1       | 1982年 12月31日       | 金曜18時30分 - 21時48分                     | アラレの怪盗ほよよ団〈再放送〉                                    | 島田満                                                            | 加藤雄治                                                                                           | 平野俊弘                                                           | 影山仁                                                            |                                                                   |                                                                   |                                                                   |
| SP - 1       | 1982年 12月31日       | 金曜18時30分 - 21時48分                     | 英雄スッパマン〈再放送〉                                          | 雪室俊一                                                          | （遠藤克己） 加藤雄治                                                                              | 新座満                                                             | 浦田又治 陶山尚治                                                 |                                                                   |                                                                   |                                                                   |
| SP - 1       | 1982年 12月31日       | 金曜18時30分 - 21時48分                     | 探検!マンモスみどりちゃん〈再放送〉                               | 島田満                                                            | 芦田豊雄 荒川弘枝                                                                                  | 芦田豊雄                                                           | 影山仁                                                            |                                                                   |                                                                   |                                                                   |
| SP - 1       | 1982年 12月31日       | 金曜18時30分 - 21時48分                     | 劇場版Dr.スランプ アラレちゃん ハロー！不思議島                   |                                                                   | |                                                                    |                                                                   |                                                                   |                                                                   |                                                                   |
| 1984年1月1日 | 金曜7時30分 - 9時00分 | 劇場版Dr.SLUMP ほよよ! 宇宙大冒険（1982年） | 劇場版Dr.SLUMP ほよよ! 宇宙大冒険（1982年）                       | 劇場版Dr.SLUMP ほよよ! 宇宙大冒険（1982年）                       | 劇場版Dr.SLUMP ほよよ! 宇宙大冒険（1982年）                                                        | 劇場版Dr.SLUMP ほよよ! 宇宙大冒険（1982年）                        | 劇場版Dr.SLUMP ほよよ! 宇宙大冒険（1982年）                       | 劇場版Dr.SLUMP ほよよ! 宇宙大冒険（1982年）                       | 劇場版Dr.SLUMP ほよよ! 宇宙大冒険（1982年）                       |                                                                   |
| SP - 2       | 1990年 12月31日       | 月曜10時00分 - 11時30分                     | 祝!!結婚 あかねと突詰                                             |                                                                   | 岡崎稔                                                                                             | 前田実                                                             |                                                                   |                                                                   |                                                                   |                                                                   |
| SP - 2       | 1990年 12月31日       | 月曜10時00分 - 11時30分                     | さよならアラレちゃん バイチャ！またねー!!〈再放送〉               | 島田満                                                            | 竹之内和久                                                                                         | 進藤満尾                                                           | 浦田又治                                                          |                                                                   |                                                                   |                                                                   |
| SP - 2       | 1990年 12月31日       | 月曜10時00分 - 11時30分                     | 劇場版Dr.スランプ アラレちゃん ほよよ！ナナバ城の秘宝（1984年）   |                                                                   | |                                                                    |                                                                   |                                                                   |                                                                   |                                                                   |
| SP - 3       | 1992年 1月1日         | 水曜7時30分 - 8時00分                       | んちゃ!! つおーいアラレとお友達〈総集編〉                         | 辻真先 雪室俊一 井上敏樹 島田満 小山高生                          | （前田康成） （森田浩光） （遠藤克己） （海老沢幸男） 竹之内和久 岡崎稔 永丘昭典 加藤雄治 西尾大介 | 前田実 西山里枝 平野俊弘 進藤満尾 富永貞義 海老沢幸男 内山まさゆき | 浦田又治 明石貞一 池田祐二 秦秀信 土田勇                          |                                                                   |                                                                   |                                                                   |
| SP - 3       | 1月2日                | 木曜7時30分 - 8時30分                       | 劇場版Dr.スランプ アラレちゃん ほよよ！世界一周大レース（1983年） | 劇場版Dr.スランプ アラレちゃん ほよよ！世界一周大レース（1983年） | 劇場版Dr.スランプ アラレちゃん ほよよ！世界一周大レース（1983年）                                  | 劇場版Dr.スランプ アラレちゃん ほよよ！世界一周大レース（1983年）  | 劇場版Dr.スランプ アラレちゃん ほよよ！世界一周大レース（1983年） | 劇場版Dr.スランプ アラレちゃん ほよよ！世界一周大レース（1983年） | 劇場版Dr.スランプ アラレちゃん ほよよ！世界一周大レース（1983年） | 劇場版Dr.スランプ アラレちゃん ほよよ！世界一周大レース（1983年） |
| SP - 3       | 1月3日                | 金曜6時45分 - 8時30分                       | 劇場版Dr.SLUMP ほよよ! 宇宙大冒険（1982年）                       | 劇場版Dr.SLUMP ほよよ! 宇宙大冒険（1982年）                       | 劇場版Dr.SLUMP ほよよ! 宇宙大冒険（1982年）                                                        | 劇場版Dr.SLUMP ほよよ! 宇宙大冒険（1982年）                        | 劇場版Dr.SLUMP ほよよ! 宇宙大冒険（1982年）                       | 劇場版Dr.SLUMP ほよよ! 宇宙大冒険（1982年）                       | 劇場版Dr.SLUMP ほよよ! 宇宙大冒険（1982年）                       | 劇場版Dr.SLUMP ほよよ! 宇宙大冒険（1982年）                       |

安全教育アニメビデオ
| 発表   | サブタイトル             | 脚本     | 演出     | 作画監督 | 美術     |
| ------ | ------------------------ | -------- | -------- | -------- | -------- |
| 1982年 | 交通安全                 | 井上敏樹 | 芦田豊雄 | 芦田豊雄 | 明石貞一 |
| 1983年 | 交通ルールをまもろうよ!! | 井上敏樹 | 岡崎稔   | 前田実   | 浦田又治 |
| 1984年 | ペンギン村の消防隊       | 井上敏樹 | 腰繁男   | 富永貞義 | 東潤一   |

## 劇場版・特番

### DVD発売特別番組
2007年6月29日深夜2:50 - 3:50に初DVD化を記念して『Dr.スランプアラレちゃんSP 〜うほほ〜い!帰ってきちったの巻〜』というタイトルで放送された特番。中川翔子とフットボールアワーが登場人物のキャラクター紹介やベストエピソードなどを紹介する。ナレーションは則巻アラレ役の小山茉美とフジテレビアナウンサーの、牧原俊幸である。キーワードプレゼントも行われた。
出演者
- 中川翔子
- フットボールアワー
- ナレーション - 小山茉美（アラレちゃん）、牧原俊幸（フジテレビアナウンサー）

スタッフ
- 構成 - むらまつこうすけ
- EED - 高橋雄人
- MA - 天谷馬直男
- 音効 - 田村智之（クジラノイズ）
- 協力 - キャラメル・ママ
- 技術協力 - 八峯テレビ、アンサーズ
- 編成 - 浜野貴敏
- AP - 和田敬子
- ディレクター - 谷中憲、高田直、伊達和輝
- 演出 - 掛水伸一
- プロデューサー - 佐佐敏行（フジテレビ）、山地考英
- 制作協力 - ジーヤマ
- 制作・著作 - 集英社、フジテレビ、東映アニメーション

## 放送局
系列は放送当時のもの。遅れネット局の放送日時は個別に出典が提示されているものを除き1985年2月時点のものとする。
| 放送地域       | 放送局         | 放送期間                                                                             | 放送日時                                                                    | 放送系列                                     | 備考        |
| -------------- | -------------- | ------------------------------------------------------------------------------------ | --------------------------------------------------------------------------- | -------------------------------------------- | ----------- |
| 関東広域圏     | フジテレビ     | 1981年4月8日 - 1986年2月19日                                                         | 水曜 19:00 - 19:30                                                          | フジテレビ系列                               | 制作局      |
| 北海道         | 北海道文化放送 | 1981年4月8日 - 1986年2月19日                                                         | 水曜 19:00 - 19:30                                                          | フジテレビ系列                               |             |
| 宮城県         | 仙台放送       | 1981年4月8日 - 1986年2月19日                                                         | 水曜 19:00 - 19:30                                                          | フジテレビ系列                               |             |
| 秋田県         | 秋田テレビ     | 1981年4月8日 - 1986年2月19日                                                         | 水曜 19:00 - 19:30                                                          | フジテレビ系列 テレビ朝日系列                |             |
| 山形県         | 山形テレビ     | 1981年4月8日 - 1986年2月19日                                                         | 水曜 19:00 - 19:30                                                          | フジテレビ系列                               |             |
| 長野県         | 長野放送       | 1981年4月8日 - 1986年2月19日                                                         | 水曜 19:00 - 19:30                                                          | フジテレビ系列                               |             |
| 富山県         | 富山テレビ     | 1981年4月8日 - 1986年2月19日                                                         | 水曜 19:00 - 19:30                                                          | フジテレビ系列                               |             |
| 石川県         | 石川テレビ     | 1981年4月8日 - 1986年2月19日                                                         | 水曜 19:00 - 19:30                                                          | フジテレビ系列                               |             |
| 福井県         | 福井テレビ     | 1981年4月8日 - 1986年2月19日                                                         | 水曜 19:00 - 19:30                                                          | フジテレビ系列                               |             |
| 静岡県         | テレビ静岡     | 1981年4月8日 - 1986年2月19日                                                         | 水曜 19:00 - 19:30                                                          | フジテレビ系列                               |             |
| 中京広域圏     | 東海テレビ     | 1981年4月8日 - 1986年2月19日                                                         | 水曜 19:00 - 19:30                                                          | フジテレビ系列                               |             |
| 近畿広域圏     | 関西テレビ     | 1981年4月8日 - 1986年2月19日                                                         | 水曜 19:00 - 19:30                                                          | フジテレビ系列                               |             |
| 島根県・鳥取県 | 山陰中央テレビ | 1981年4月8日 - 1986年2月19日                                                         | 水曜 19:00 - 19:30                                                          | フジテレビ系列                               |             |
| 岡山県・香川県 | 岡山放送       | 1981年4月8日 - 1986年2月19日                                                         | 水曜 19:00 - 19:30                                                          | フジテレビ系列                               |             |
| 広島県         | テレビ新広島   | 1981年4月8日 - 1986年2月19日                                                         | 水曜 19:00 - 19:30                                                          | フジテレビ系列                               |             |
| 愛媛県         | 愛媛放送       | 1981年4月8日 - 1986年2月19日                                                         | 水曜 19:00 - 19:30                                                          | フジテレビ系列                               | [ 注釈 29 ] |
| 福岡県         | テレビ西日本   | 1981年4月8日 - 1986年2月19日                                                         | 水曜 19:00 - 19:30                                                          | フジテレビ系列                               |             |
| 佐賀県         | サガテレビ     | 1981年4月8日 - 1986年2月19日                                                         | 水曜 19:00 - 19:30                                                          | フジテレビ系列                               |             |
| 宮崎県         | テレビ宮崎     | 1981年4月8日 - 1986年2月19日                                                         | 水曜 19:00 - 19:30                                                          | フジテレビ系列 日本テレビ系列 テレビ朝日系列 | [ 注釈 30 ] |
| 沖縄県         | 沖縄テレビ     | 1981年4月8日 - 1986年2月19日                                                         | 水曜 19:00 - 19:30                                                          | フジテレビ系列                               |             |
| 福島県         | 福島テレビ     | 1981年6月 - 9月 1981年10月 - 1983年3月 1983年4月 - 9月 1983年10月5日 - 1986年2月19日 | 火曜 16:50 - 17:20 火曜 17:20 - 17:50 火曜 17:30 - 18:00 水曜 19:00 - 19:30 | フジテレビ系列                               | [ 注釈 31 ] |
| 新潟県         | 新潟総合テレビ | - 1983年9月 1983年10月5日 - 1986年2月19日                                            | 水曜 17:25 - 17:55 水曜 19:00 - 19:30                                       | フジテレビ系列                               | [ 注釈 32 ] |
| 熊本県         | テレビ熊本     | - 1982年3月 1982年4月 - 1986年2月19日                                                | 火曜 19:00 - 19:30 水曜 19:00 - 19:30                                       | フジテレビ系列 テレビ朝日系列                | [ 注釈 33 ] |
| 青森県         | 青森放送       |                                                                                      | 月曜 17:30 - 18:00                                                          | 日本テレビ系列 テレビ朝日系列                |             |
| 岩手県         | テレビ岩手     |                                                                                      | 月曜 17:30 - 18:00                                                          | 日本テレビ系列                               |             |
| 山梨県         | 山梨放送       |                                                                                      | 金曜 17:30 - 18:00                                                          | 日本テレビ系列                               |             |
| 徳島県         | 四国放送       |                                                                                      | 月曜 17:00 - 17:30                                                          | 日本テレビ系列                               |             |
| 高知県         | テレビ高知     |                                                                                      | 木曜 16:00 - 16:30                                                          | TBS系列                                      |             |
| 山口県         | テレビ山口     |                                                                                      | 火曜 17:30 - 18:00                                                          | TBS系列 フジテレビ系列                       |             |
| 長崎県         | テレビ長崎     |                                                                                      | 水曜 17:30 - 18:00                                                          | フジテレビ系列 日本テレビ系列                |             |
| 大分県         | テレビ大分     |                                                                                      | 火曜 17:30 - 18:00                                                          | 日本テレビ系列 フジテレビ系列 テレビ朝日系列 |             |
| 鹿児島県       | 南日本放送     | 1981年4月 - 1985年3月                                                                | 土曜 17:00 - 17:30                                                          | TBS系列                                      |             |
| 鹿児島県       | 鹿児島テレビ   | 1985年4月 - 1986年                                                                   | 木曜 17:25 - 17:55                                                          | フジテレビ系列 日本テレビ系列                | [ 注釈 34 ] |

## 関連商品

### 映像ソフト
VHSに関しては、放送初期の数話と劇場版のみ映像ソフト化された。現在は、全巻廃盤となっている。
2007年3月に前半を収録したDVD-BOX、9月にはTVシリーズ後半を収録したDVD-BOX『ほよよ編』を完全予約限定生産で発売。2008年10月から2009年1月まで、全20巻の単巻DVDを発売した（現在は廃盤）。同年には劇場作品全10作が収録されているDVDが発売された。DVDBOXのPRに中川翔子、アンガールズを起用した。2006年10月20日から2007年3月30日まで毎週金曜15:28〜15:58に再放送した。本DVDの発売を記念する形で2007年6月29日に後述の特番が放送された。
|          | 発売日        | 収録話                                                                            | 規格品番 | 特典                         | DVD枚組   | チャート順位 |
| -------- | ------------- | --------------------------------------------------------------------------------- | -------- | ---------------------------- | --------- | ------------ |
| んちゃ編 | 2007年3月23日 | 第1話 - 第120話、SP（1981年、1982年） 交通安全                                    |          | 特製ブックレット、フィギュア | DVD22枚組 | 127位        |
| ほよよ編 | 2007年9月14日 | 第121話 - 第243話、SP（1990年、1992年） 交通ルールをまもろうょ ペンギン村の消防隊 |          | 特製ブックレット、フィギュア | DVD22枚組 | 86位         |

| 巻数 | 巻タイトル                                                               | 発売日         | 収録話            | 規格品番  | 特典                   | DVD枚組  |
| ---- | ------------------------------------------------------------------------ | -------------- | ----------------- | --------- | ---------------------- | -------- |
| 1    | アラレちゃん誕生! & ニコチャン大王がやってきた!の巻                      | 2008年10月9日  | 第1話 - 第12話    | BBBA-7391 | 特製ポストカードなど。 | DVD2枚組 |
| 2    | 正義のヒーロー?スッパマン参上 & アラレちゃん大変身!!の巻                 | 2008年10月9日  | 第13話 - 第24話   | BBBA-7392 | 特製ポストカードなど。 | DVD2枚組 |
| 3    | さようなら ガッちゃん!! & 地獄からの使者 チビルくん!の巻                 | 2008年10月9日  | 第25話 - 第36話   | BBBA-7393 | 特製ポストカードなど。 | DVD2枚組 |
| 4    | パーザンVSスッパマン アホ対決! & アラレちゃん 都会で大暴れ!の巻          | 2008年11月28日 | 第37話 - 第48話   | BBBA-7394 | 特製ポストカードなど。 | DVD2枚組 |
| 5    | 怪盗ほよよ団参上! & スッパマンの大ピンチ?の巻                            | 2008年11月28日 | 第49話 - 第60話   | BBBA-7395 | 特製ポストカードなど。 | DVD2枚組 |
| 6    | 探検!マンモスみどりちゃん!! & Dr.マシリト登場!!の巻                      | 2008年11月28日 | 第61話 - 第72話   | BBBA-7396 | 特製ポストカードなど。 | DVD2枚組 |
| 7    | ペンギン村ウォーズ勃発! & ペンギン村グランプリ開催!の巻                  | 2008年11月28日 | 第73話 - 第84話   | BBBA-7397 | 特製ポストカードなど。 | DVD2枚組 |
| 8    | 摘さん一家がやってきた! & ニコチャン 宇宙に帰りたい!の巻                 | 2008年11月28日 | 第85話 - 第96話   | BBBA-7398 | 特製ポストカードなど。 | DVD2枚組 |
| 9    | 風雲 マシリト城! & あかね変身!コンコンヘルメット!!の巻                   | 2008年12月21日 | 第97話 - 第108話  | BBBA-7399 | 特製ポストカードなど。 | DVD2枚組 |
| 10   | きのこちゃん がんばる! & ついに決定!ペンギン村のチャンピオン!!の巻       | 2008年12月21日 | 第109話 - 第120話 | BBBA-7400 | 特製ポストカードなど。 | DVD2枚組 |
| 11   | センベエとみどり先生、ついに結婚♥ & ボッチャマン、登場!の巻              | 2008年12月21日 | 第121話 - 第132話 | BBBA-7401 | 特製ポストカードなど。 | DVD2枚組 |
| 12   | スッパマンの弟がやって来た! & マシリト野望達成!アラレちゃん大ピンチ?の巻 | 2008年12月21日 | 第133話 - 第144話 | BBBA-7402 | 特製ポストカードなど。 | DVD2枚組 |
| 13   | ガッちゃん えらい!! & センベエJr.ターボ君誕生!の巻                       | 2008年12月21日 | 第145話 - 第156話 | BBBA-7403 | 特製ポストカードなど。 | DVD2枚組 |
| 14   | 恐怖!ハエ人間誕生!! & 判明!ガッちゃんのひみつ！の巻                      | 2008年12月21日 | 第157話 - 第168話 | BBBA-7404 | 特製ポストカードなど。 | DVD2枚組 |
| 15   | おひさしぶり!センベエの大発明!! & 燃えよ突詰!!の巻                       | 2009年1月30日  | 第169話 - 第180話 | BBBA-7405 | 特製ポストカードなど。 | DVD2枚組 |
| 16   | No.1ポリスマン・チャーミー山田登場! & 第二回ペンギン村グランプリ!!の巻   | 2009年1月30日  | 第181話 - 第192話 | BBBA-7406 | 特製ポストカードなど。 | DVD2枚組 |
| 17   | アラレちゃん、ペンギン村の村長になる! & はちゃめちゃラブパニック!!の巻   | 2009年1月30日  | 第193話 - 第204話 | BBBA-7407 | 特製ポストカードなど。 | DVD2枚組 |
| 18   | アラレちゃん、結婚する? & でっかい頭のお兄さん?の巻                      | 2009年1月30日  | 第205話 - 第216話 | BBBA-7408 | 特製ポストカードなど。 | DVD2枚組 |
| 19   | スパルタ先生がやってきた! & アラレちゃんの1日留学!!の巻                  | 2009年1月30日  | 第217話 - 第228話 | BBBA-7409 | 特製ポストカードなど。 | DVD2枚組 |
| 20   | 衝撃!地球のひみつ & 次の主役は誰だ? & さよならアラレちゃん!!の巻         | 2009年1月30日  | 第229話 - 第243話 | BBBA-7410 | 特製ポストカードなど。 | DVD3枚組 |

### 関連書籍
- アニメコミック

集英社アニメシリーズ、集英社カラーランドと2つのレーベルで出している。
| 巻数 | サブタイトル               | ISBNコード      | 発売日     |
| ---- | -------------------------- | --------------- | ---------- |
| 1    | アラレちゃん誕生           | ISBN 4083010053 | 1981年6月  |
| 2    | とつげきアラレちゃん       | ISBN            | 1981年7月  |
| 3    | イチゴパンツ大作戦         | ISBN            | 1981年8月  |
| 4    | 英雄スッパマン             | ISBN            | 1981年9月  |
| 5    | アラレ大昔へ海水浴に       | ISBN            | 1981年10月 |
| 6    | アラレのほよよデート       | ISBN            | 1981年11月 |
| 7    | ペンギン村SOS!!            | ISBN 4083010118 | 1981年12月 |
| 8    | さようならガッちゃん!!     | ISBN 4083010126 | 1982年2月  |
| 9    | アラレのララバイ・ドリーム | ISBN 4083010134 | 1982年3月  |
|      | 映画編                     | ISBN 4083010142 | 1982年8月  |

| 巻数 | サブタイトル                         | ISBNコード      | 発売日         |
| ---- | ------------------------------------ | --------------- | -------------- |
| 1    | アラレちゃん誕生の巻・ほか           | ISBN 4083000031 | 1981年6月      |
| 2    | とつげきアラレちゃんの巻・ほか       | ISBN            | 1981年7月      |
| 3    | イチゴパンツ大作戦の巻・ほか         | ISBN            | 1981年8月      |
| 4    | 英雄スッパマンの巻・ほか             | ISBN            | 1981年9月      |
| 5    | アラレ大昔へ海水浴にの巻・ほか       | ISBN            | 1981年10月20日 |
| 6    | アラレのほよよデートの巻・ほか       | ISBN            | 1981年11月     |
| 7    | ペンギン村SOS!!の巻・ほか            | ISBN            | 1981年12月     |
| 8    | さようならガッちゃん!!の巻・ほか     | ISBN            | 1982年1月      |
| 9    | アラレのララバイ・ドリームの巻・ほか | ISBN            | 1982年2月      |
| 10   | ペンギン村英雄の巻・ほか             | ISBN            | 1982年3月      |
|      | えいがへん（上）                     | ISBN            | 1982年7月      |
|      | えいがへん（下）                     | ISBN            |                |

- 集英社のテレビ絵本『Dr.スランプ アラレちゃん』シリーズ

本作のテレビ絵本版
- Dr.スランプアラレちゃん（小説版）[60]
- 保存版 ロードショー特別編集 Dr.スランプ アラレちゃん

スタッフやメイン声優陣（内海賢二、小山茉美、杉山佳寿子、古川登志夫、神保なおみ、中野聖子、向井真理子）のインタビューなどが記載されている。
- 「アラレちゃんの原子力豆辞典」

関西電力広報部に問い合わせると貰えた数量限定冊子

### ゲーム
ポピー Dr.スランプ アラレちゃん
ポピーより1982年発売された本作の電子ゲーム
- 第1巻 ホヨヨボンバー
- 第2巻 ガッちゃん! ガジガジ
- 第3巻 んちゃ! バイちゃ

Dr.スランプ アラレちゃん
バンダイナムコゲームス（バンダイレーベル）より2008年10月30日に発売されたニンテンドーDS用アドベンチャーゲーム。本作のニンテンドーDS作品。キャラクターデザインは本作をベースにしているが、アラレの服装には1990年代劇場版やリメイク版の服装がある。ストーリーは原作のストーリー進行と同じ。キャラクターが載ったカートケースとタッチペンが発売された。

## イベント

### ゲンゴロウ島 めちゃんこ大冒険
1982年7月12日から同年8月22日の間、中国新聞社の主催で瀬戸内海の無人島「絵の島」（瀬戸内海汽船所有）に「ゲンゴロウ島」を再現して、『ゲンゴロウ島 めちゃんこ大冒険』が開催された。当時、海水浴のメッカであった絵の島で、約4万平方メートルの土地にペンギン村の施設を再現して、船の乗船券と一緒になったパスポート（入場券）を販売。地理の関係上、1日最大約4000人しか入島できなかったが、16万人の入場者を見込んだ。
期間内は、8時20分から20分おきに船が出航して、旅客船で40分、高速船で16分で島に到着。島内には「アラレちゃん神社」、「ウェスタンペンギン村牧場」、「アラレちゃんビックリランド」、「ゲンゴロウ村税関」、「ペンギン村病院」、「ペンギン村郵便局」、「ペンギン村交番」、「ペンギン村放送局」、「メインステージ」、「コーヒーポット売店」、「プール」が整備された。開催前日に行われた開村式には、作者自ら1日村長を務めた。広島市近郊だけではなく、旅客船などで全国から集客。最終的には約10万人が訪れた。
料金
入寮券はA券とB券に分かれ、A券は、「入場パスポート（入場券）」・「往復船賃・管理費」。B券はA券に「ケース付き革製イラストマップ」・「参加記念バッジ」・「びっくりランド入場券」がセットされていた。
|     | 大人    | 学生    | 子供    | 幼児    |
| --- | ------- | ------- | ------- | ------- |
| A券 | 2,100円 | 1,900円 | 1,200円 | 700円   |
| B券 | 4,600円 | 4,400円 | 3,700円 | 3,200円 |

### 他のイベント
- 1982年7月24日に川崎市が多摩川の花火大会でアラレの仕掛花火を行った[66]。
- 2016年4月8日に放映35年を迎え、それに伴いららぽーとTOKYO-BAY（千葉県船橋市）でイベントが行われた[67][68]。第1弾として、4月8日から6月30日までららぽーとTOKYO-BAY館内に本作の装飾をしており、4月9日には、オープニングイベントとして、『アラレちゃんスペシャルステージ&大抽選会』、4月30日には、ぬりえ&グリーンティングを開催、5月20日から6月30日には、アラレちゃんフォトスポットを行った[68]。タワーレコードでも、35周年を記念してタワーレコードが運営するカフェ「TOWER RECORDS CAFE」で、5月31日から6月22日まで、「Dr.スランプ アラレちゃん × TOWER RECORDS CAFE」というコラボ企画を行った[69]。2017年2月21日から3月3日まで、新宿アルタ1Fの入り口で期間限定のアラレちゃんSHOPがオープンした。2018年には、群馬県の伝統工芸「卯三郎（うさぶろう）こけし」とコラボし、アラレちゃんこけしを発売[70]。

## CMへの起用
- 関西電力「アラレちゃんの発電所見学」（1981年）

10月17日 - 10月31日に「アラレちゃんの発電所見学」というタイトルで放送
- ロート製薬・ロートこどもソフト（1982年）

声：則巻アラレ - 小山茉美、スッパマン - 玄田哲章
「子どもVロート」が「ロートこどもソフト」にリニューアルして初のCM。アラレたちのアニメに子役や商品の実写が挟んである映像。
- アーモンドグリコ

声：則巻アラレ - 小山茉美
揃えて言葉さがしをする要素のDr.スランプ包み紙を、アニメのアラレたちが紹介。
- 丸美屋食品工業・Dr.スランプアラレちゃん ふりかけ（1982）

声：則巻アラレ - 小山茉美、則巻千兵衛 - 内海賢二
アラレたちのアニメと商品の実写を組み合わせた映像。
- ポピー・Dr.スランプアラレちゃん めちゃんこ すりんちょ！

声：則巻アラレ - 小山茉美、則巻千兵衛 - 内海賢二
アニメのアラレたちと実写の商品を組み合わせたCM。
- ポピー・Dr.スランプアラレちゃん ガッちゃん ぬいぐるみ

声：則巻アラレ - 小山茉美
商品のぬいぐるみによるストップモーション・アニメーションとアラレ役の実写の子役による、商品紹介や則巻家の姿で子供が中に入れる大きさの「でっかいおうち」プレゼントの応募方法を紹介するバージョンと、ゴリラの着ぐるみと商品のぬいぐるみによるストップモーション・アニメーションを組み合わせたバージョンがある。
- ポピー・んちゃ．アラレちゃん

声：則巻アラレ - 小山茉美、則巻千兵衛 - 内海賢二
商品のアラレぬいぐるみによるストップモーション・アニメーションと、アニメを組み合わせたCM。アラレだけが喋りアニメの魚だけが出るバージョンと、アラレと千兵衛が喋りアニメの大勢の村人が出るバージョンがある。
- ポピー・Dr.スランプアラレちゃん ペンギン村分譲中

声：則巻アラレ - 小山茉美、ブータレブー - 佐藤正治
アニメのアラレたちと、商品のストップモーション・アニメーションを組み合わせたCM。
- ポピー・ホヨヨボンバー、ガッちゃん！カジカジ

声：則巻アラレ - 小山茉美、暗悪 健太（スッパマン） - 玄田哲章
アニメの暗悪健太とアラレが商品を紹介して村人たちが驚くアニメに、ANIMEST（電子ゲーム）の「ホヨヨボンバー」と「ガッちゃん！カジカジ」の映像を組み合わせたバージョンと、ポピーのアラレちゃんガッちゃんぬいぐるみの応募シールでホヨヨボンバーをプレゼントする内容の、アラレと千兵衛のアニメや商品の映像で構成されたバージョンがある。
- ポピー・Dr.スランプアラレちゃん んちゃ！ばいちゃ

声：則巻アラレ - 小山茉美
ANIMEST（電子ゲーム）の「んちゃ！ばいちゃ」を遊ぶアニメのアラレと実写の北原佐和子が会話するバージョンと、「んちゃ！ばいちゃ」を北原佐和子が遊び、アニメのアラレや千兵衛と夕暮れに佇むバージョンがある。
- ポピー・ANIMESTアラレちゃんシリーズ

声：則巻アラレ - 小山茉美
アニメのアラレとガッちゃんが、電子ゲームの「ペンギン村ウォーズ」を中心に商品を紹介。
- ポピー・Dr.スランプアラレちゃん テケテケペンギン村シリーズ

声：ニコチャン大王 - 大竹宏、ニコチャン家来 - 千葉繁、ブータレブー - 佐藤正治
ペンギン村のセットの中を商品が走るCM。
- バンダイ・Dr.スランプ プラモデル（1982年）

声：則巻アラレ - 小山茉美、則巻千兵衛 - 内海賢二、山吹みどり - 向井真理子、空豆タロウ - 古川登志夫、ブータレブー - 佐藤正治
アニメの千兵衛、みどり、アラレ、ガッちゃんと、商品のプラモデルによるストップモーション・アニメーションを組み合わせたバージョンと、アニメの大勢の村人が出るバージョンがある。
- Dr.スランプアラレちゃん大会

声：則巻アラレ - 小山茉美
東京タワーで行われた「Dr.スランプアラレちゃん大会」をアラレたちが紹介するアニメ映像CM。
- ペン型瞬間アロンアルフア

声：則巻アラレ - 小山茉美、則巻千兵衛 - 内海賢二
劇場版『Dr.SLUMP ほよよ! 宇宙大冒険』公開に合わせて起用された。『ほよよ!宇宙大冒険』の映像にCM用の声をあて、千兵衛そっくりの役者や商品の実写が挟んである映像。
- Dr.スランプアラレちゃんDVD-BOXんちゃ編（2006年）

声：則巻アラレ - 小山茉美、ニコチャン大王 - 大竹宏、ブータレブー - 佐藤正治
アニメのアンガールズがペンギン村で村人たちと絡むバージョン、アニメの中川翔子がペンギン村で村人たちと絡むバージョン、アニメのダイジェスト映像と共に商品内容を紹介する30秒CMバージョンがある。
- Dr.スランプアラレちゃんDVD-BOXほよよ編（2006年）

アニメのダイジェスト映像と共に商品内容を紹介する30秒CM。
- ニンテンドーDS・Dr.スランプアラレちゃん（2008年）

声：則巻アラレ - 小山茉美
登場人物のイラストとゲーム画面で構成されたCM。
- ミスタードーナツ・フルーズン（2009年）

声：則巻アラレ - 小山茉美
相武紗季の頭からアニメーションのアラレが「キーン!!」と叫びながら飛び出すという、実写にアニメを付け加える手法のCM。
- スズキ・ハスラー（2016年 - 2018年）

声：則巻アラレ - 小山茉美、ガッちゃん - 西原久美子（『Dr.スランプ アラレちゃん』篇、『クリスマス アラレちゃん』篇のみ）
出演:ももいろクローバーZ（『コラージュ』篇 以降）
2014年9月11日からはスズキ・ハスラーとのコラボ企画が行われ、ハスラーのコマーシャルや広告に登場した。完全オリジナルで制作されたアニメーションの制作は、東映アニメーション。ハスラーのCMでアニメを起用したのはこのバージョンが初めてである。CM動画は、テレビや公式サイト以外に、YouTubeやニコニコ動画の公式アカウントでも公開されていた。
2014年9月11日には公式サイトで『Dr.スランプ アラレちゃん』篇が公開され、テレビCMも9月11日から11月12日まで放送された。CMにはアラレ、千兵衛、みどり、ガッちゃんが登場。声はCMのため新たに収録された。「ワクワク感」を最大限に伝えるために、「Dr.スランプ アラレちゃん篇」のコマーシャルを制作したとスズキは述べている。11月13日には、公式サイトで『クリスマス アラレちゃん』篇が公開され、テレビCMも11月12日から11月25日まで放送された。アラレ、千兵衛、みどりに加え、ターボ、オボッチャマンも登場した。Dr.スランプアラレちゃんのクリアファイルをプレゼントする企画なども9月から行われており、好評であったため11月20日からはアラレちゃんのトイレットペーパーをプレゼントする企画も行われた。
2015年5月9日にももいろクローバーZを加えたハスラーの新ポスターが発表され、ももいろクローバーZとは5月13日からコマーシャルでもコラボレートしどのコマーシャルも前半に本作のキャラクターが登場し、後半にももいろクローバーZが登場。5月13日には、本作のキャラクターが原作に登場する発明品や持ち物でハスラーのコラージュを作り、ももいろクローバーZがアラレのコスプレ姿で登場する内容の『コラージュ』篇が公式サイトで公開され、テレビでも5月14日から12月上旬にオンエア。12月7日からは、公式サイトで『ワクワク広がれ』篇が公開され、テレビCMも2016年8月下旬まで放送。2016年8月26日には、公式サイトで『ワクワクがズラリ』篇が公開され、テレビCMも2017年10月まで放送された。2017年10月12日には『ぴたっ！と 安全』篇が公式サイトで公開され、テレビCMも2018年7月まで放送。さらに、ももいろクローバーZによる各会場1日限りのスペシャルライブ、園内スタンプラリー、ペンギン村オリジナル「100肉カレー」などが行われた、フジテレビ・関西テレビ放送・テレビ西日本主催による、ももいろクローバーZと本作のコラボイベント「西へ、東へ、ペンギン村キャラバン！」が、2015年6月8日から6月14日まで福岡県のスペースワールドで、2015年6月15日から6月21日まで兵庫県の姫路セントラルパークで、2015年6月29日から7月5日まで山梨県の富士急ハイランド・コニファーフォレストで、それぞれ開催。また、スズキの各店舗のドアやポップにも本作のキャラクター（則巻アラレ・則巻千兵衛・則巻みどり・ガッちゃん・オボッチャマン）を用いている。2018年7月18日から11月8日までは、ハスラーが停まる工場の床に、ハスラーにペンキを塗るアラレと2人のガッちゃんが描かれ、ももいろクローバーZは出演しないCM『タフワイルド』篇が放送された。2019年6月20日からは、楽しく賑わうペンギン村全体の様子から視野が宇宙にまで広がり、後半には以前同様ももいろクローバーZが出演する『日本中が、遊べる軽！』篇が放送された。
- GU（2016年9月）

2016年9月に、GUのコマーシャルで実写での起用となった。『Dr.スランプ アラレちゃん』の初めての実写化で、則巻アラレは中条あやみ、木緑あかねは内田有紀、空豆ピースケは高良健吾が演じた。他に空豆タロウやガッちゃん、皿田きのこが登場しているが、役者は非公開。シリーズとして作られ、『アラレがスカート!?』篇、『カーじゃなくてコー！』篇、『小さくまとまるな』篇の3編が制作され、9月から11月にかけて放送された。
- クイックルワイパー（2016年11月）/バスマジックリン除菌消臭プラス（2016年12月 - 2017年1月）

声：則巻アラレ - 小山茉美
阿部サダヲが出演する、クイックルワイパーハンディとクイックルワイパー立体吸着ウエットシートのCM。最後に則巻一家やオボッチャマンが一緒にクリスマスクリーニングをPR。花王公式サイトでもクリスマスクリーニングのページで2016年11月からクリスマスにかけて、アラレたち則巻一家やオボッチャマンが登場。
北乃きいが出演するバスマジックリン除菌消臭プラスのCMにも、最後に則巻一家と一緒にアラレが新年の除菌掃除をPR。花王公式サイトでも「クリスマスクリーニング」や「新年は除菌掃除」のページで2016年12月下旬から、アラレたち則巻一家やオボッチャマンが登場。
- ドラゴンボールZ ドッカンバトル（2016年）

声：則巻アラレ - 小山茉美
アニメのアラレが出演。アラレが登場するコラボ企画CM。
- ソフトバンク スマホデビュー割（2018年3月）

原作のコマを繋ぎ合わせ、吹き出しがCM内容に合わせた台詞になっており、『ペンギン村の日常』編、『みどりさんのお悩み』編が制作された。
- ビューカード（2018年7月）

声：則巻アラレ - 小山茉美
Suica一体型クレジットカードのCM。アニメはモノトーン調。喋るのはアラレだけであるが、千兵衛、ガッちゃん、あかね、タロウ、ピースケを始めとした多数のキャラクターが登場する。2018年7月から放送され、2019年3月からは同じ内容でカードの種類だけが増えた『最強ラインナップ』篇を放送。
放送以前にはアラレの喋りで紹介する新番組予告CM、放送期間中はアラレが喋るバージョンとみどりが喋るバージョンの番組宣伝スポットCMや、アラレの喋りで紹介する「東映まんがまつり」のCMなども放送された。2009年には、トヨタ・ポルテのCMにおいてアニメ版のオープニングテーマ曲『ワイワイワールド』（替え歌およびアレンジ）が使用され、2011年春からサントリーウーロン茶のCMでも広東語版『ワイワイワールド』が使われた。